# Sigmaringen
Sigmaringen ist eine baden-württembergische Kreisstadt. Die ehemalige Residenzstadt der Fürsten von Hohenzollern-Sigmaringen gehörte nach der Auflösung des Fürstentums ab 1849 zum Königreich Preußen, ab 1918 zum Freistaat Preußen und von 1947 bis 1952 zum Land Württemberg-Hohenzollern.
Sigmaringen liegt am Rande der Schwäbischen Alb im Naturpark Obere Donau. Die Donau floss bis zu ihrer Regulierung 1975 durch die Innenstadt. Sigmaringen ist bis heute durch zahlreiche historische Bauwerke und das Hohenzollernschloss geprägt. Außer der Kernstadt hat Sigmaringen fünf Teilorte bzw. Stadtteile. Sigmaringen ist Sitz des Landkreises Sigmaringen.

## Geographische Lage

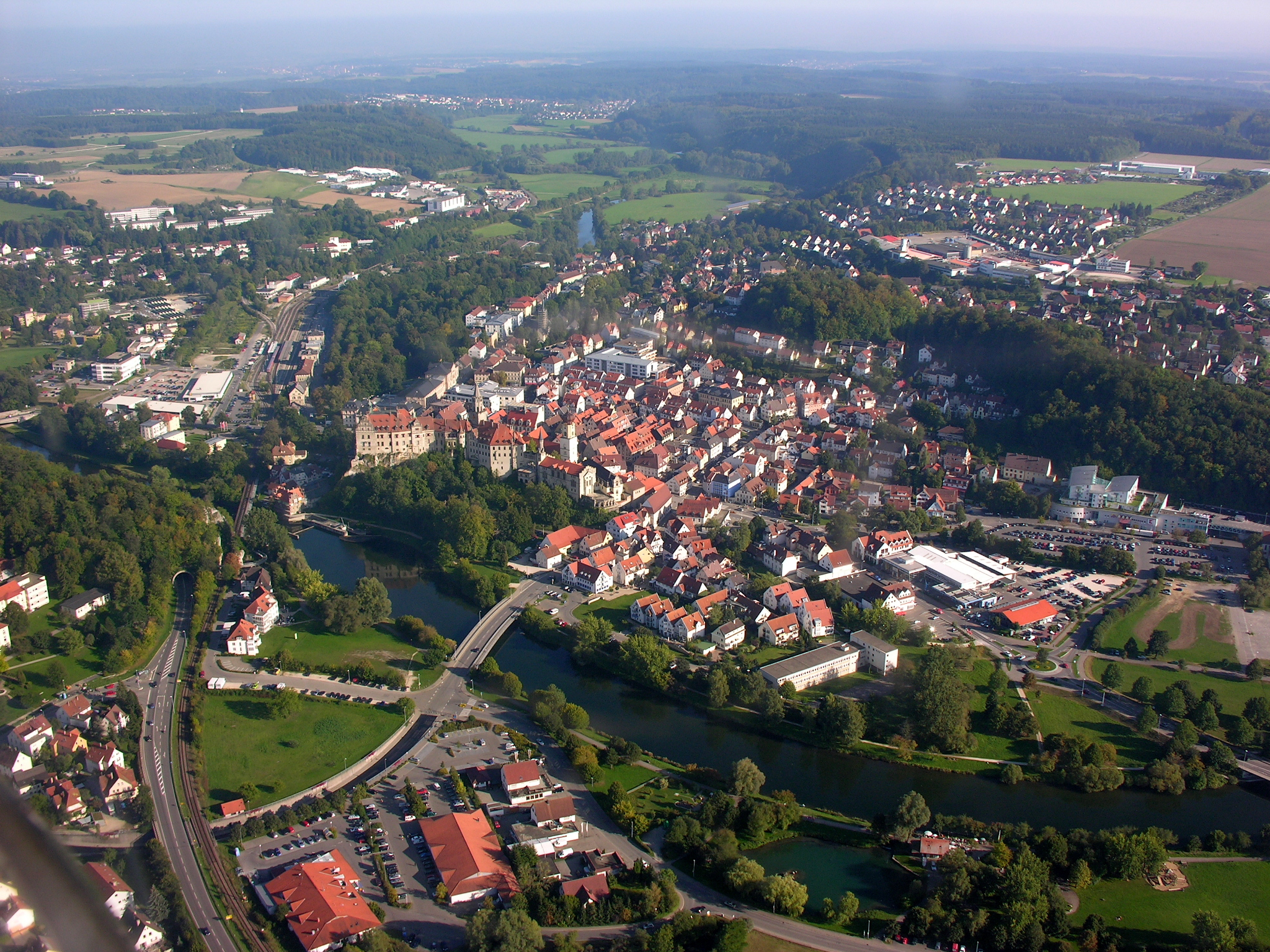
Sigmaringen, Blick donauabwärts

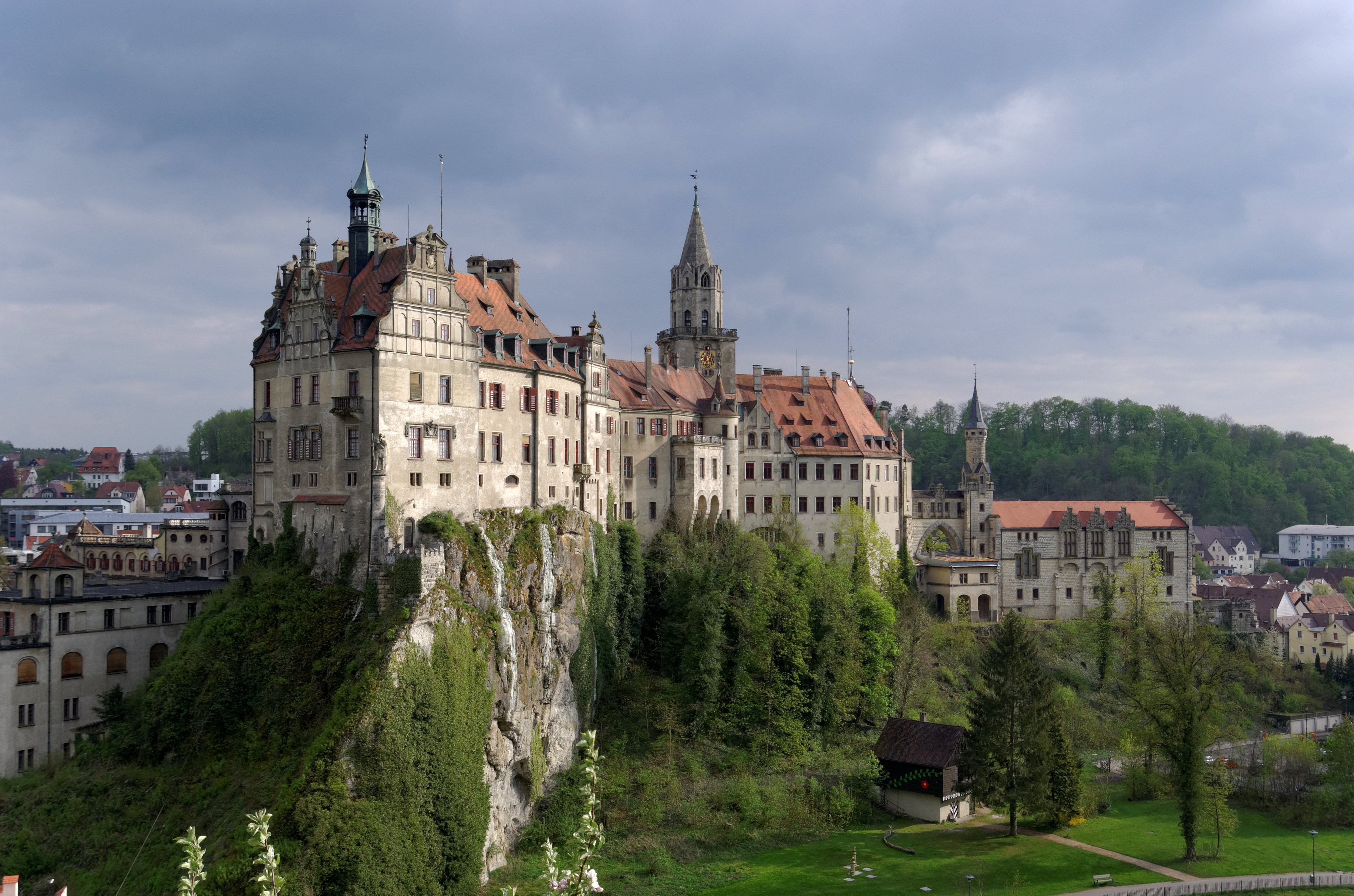
Schloss Sigmaringen (2015)

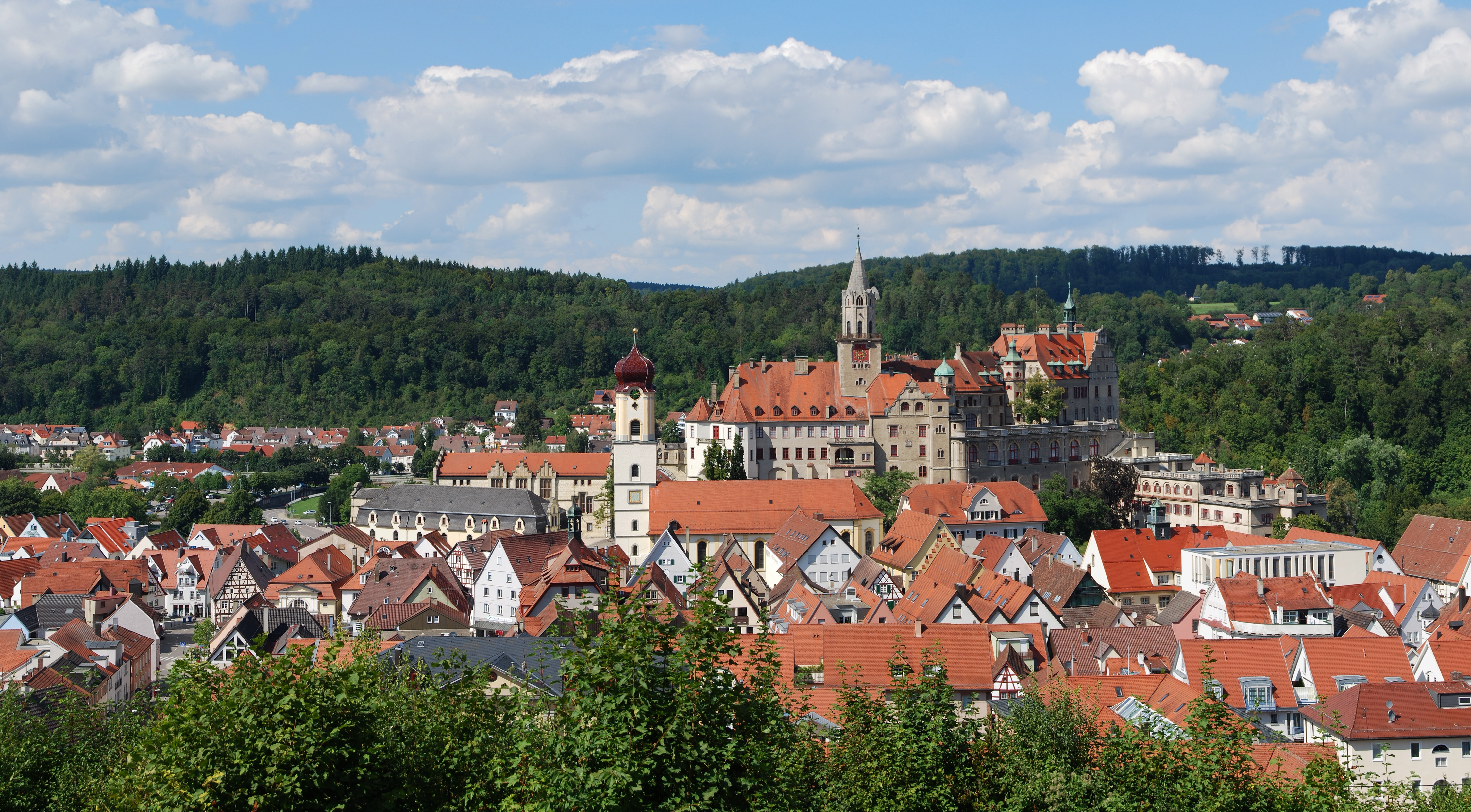
Blick über den Stadtkern (2015)

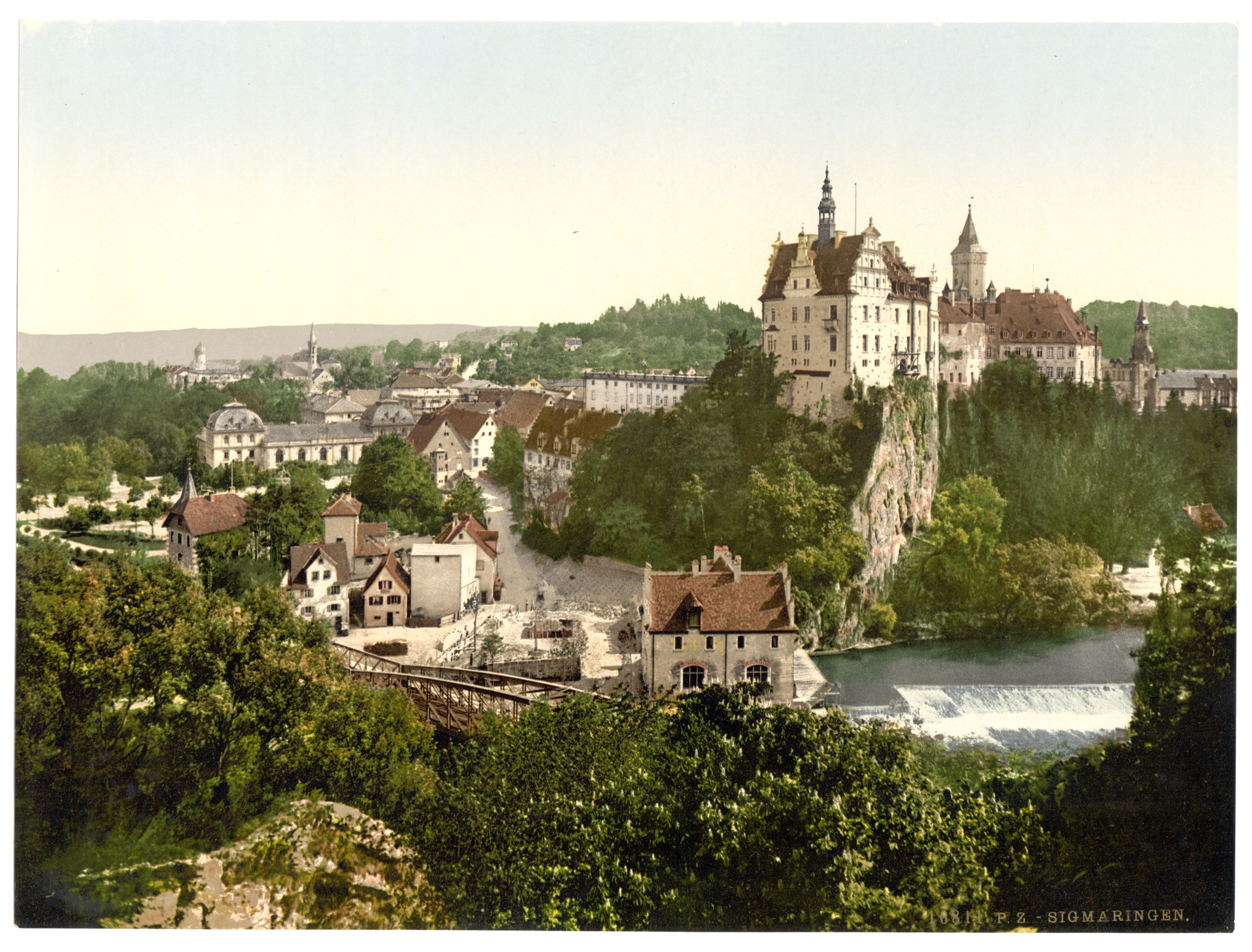
Schloss Sigmaringen (um 1900)

Sigmaringen liegt im Donautal an den Ferienstraßen Hohenzollernstraße und Oberschwäbische Barockstraße am südlichen Rand der Schwäbischen Alb im Übergang zum eiszeitlich geprägten Oberschwaben, rund 40 Kilometer nördlich des Bodensees. Das Stadtgebiet liegt zwischen 578 und 794 Meter über Normalnull. Eingebettet in das Tal der Donau sowie deren Seitentäler der Schmeie und der Lauchert liegt die Kernstadt mit ihren fünf Stadtteilen.
Ein großes Rechteck beschreibend läuft die Donau nördlich um Schlossberg und Altstadt. Abgesehen von der Engstelle zwischen Schloss(berg) und Mühlberg und etwas weiter flussabwärts bildet der Fluss große Mäander; im Osten, vor dem Verlassen des Stadtgebiets, sind diese erhalten. Im Westen wurden zwei große Schleifen zwischen 1963 und 1973 beseitigt, der Flusslauf begradigt – vor allem auch, um die Hochwassergefahr für die westliche Vorstadt zu mindern.
In den Wintermonaten kann es durch Schneeschmelze in Kombination mit Starkregenereignissen zu Hochwasser im Donautal kommen. Die sogenannte 100-jährliche Hochwassermarke an der Pegelmessstelle vor der Nepomukbrücke liegt bei 3,70 Meter und wurde zuletzt beim Jahrhunderthochwasser mit dem Höchststand am 16. Februar 1990 erreicht. Am 26. Januar 1995 wurden dort 3,58 Meter gemessen.

## Geologie
Sigmaringen befindet sich am Ausgang des rund 40 Kilometer langen Donaudurchbruchs durch die Schwäbische Alb. Hier grub sich der Fluss im Zuge der Alb- und Alpenhebung seinen Weg; das tiefe und breite Tal erklärt sich dabei dadurch, dass die Donau früher, das heißt die Urdonau im Pliozän und Pleistozän, noch ein viel größeres Einzugsgebiet (in den Alpen, im Schwarzwald) besaß als heute. Über den vielen Flussbiegungen sind hohe Felswände aus Jurakalk freigelegt und von malerischen Burgen gekrönt. Bei Laiz verbreitert sich die Donau-Aue beim Austritt aus der Juratafel in tertiäre und quartäre Ablagerungen merklich.
Das Stadtgebiet von Sigmaringen liegt im Wesentlichen zwischen Kalkformationen des Oberen Jura (Bankkalke und Massenkalke). Das Schloss thront auf einem steil zur Donau abfallenden Sockel aus Massenkalk des Weißjura; Schlossberg und der gegenüber liegende Mühlberg markieren hier eine Engstelle des Donautals. Im Teilort Jungnau stehen Zementmergel an und im Hanfertal Hangende Bankkalke. Der Nollhof, noch auf der Gemarkung des Kernortes, gehört geologisch zur sogenannten „Nollhof-Fazies“, gelegen in der Epsilon-Schicht des Weißen Jura, einer Schwammfazies des Jurameeres. Diese Fazies gehört zu den marinen Fazies, bildet eine „Randfazies“ des Zementmergels und war eine ergiebige Fundstelle unter anderem für Seeigel, Seelilien, Brachiopoden, Schwämme und Muscheln. Die höheren Verebnungen in den Außenbereichen Sigmaringens sind von rißeiszeitlicher Moräne überdeckt, im Süden des Stadtgebiets sind Reste des Endmoränenbogens erhalten.

## Ausdehnung des Gebiets
Die Kernstadt hat eine Fläche von 34,29 km², die Gesamtgemarkung erstreckt sich über 92,85 km². Landschaftlich ist Sigmaringen durch den rund 3000 Hektar großen Stadtwald geprägt. Davon sind 667 Hektar Fichten-Mischwald. Der Stadtwald am Wittberg war früher parkähnlich mit wenigen Bäumen.

### Nachbargemeinden
Sigmaringen grenzt im Norden an Winterlingen (Zollernalbkreis) und Veringenstadt, im Osten an Bingen, Sigmaringendorf und Scheer, im Süden an Mengen, Krauchenwies, Inzigkofen und Meßkirch sowie im Westen an Leibertingen, Beuron und Stetten am kalten Markt (Aufzählung im Uhrzeigersinn).

## Raumplanung
Sigmaringen bildet ein Mittelzentrum mit Teilfunktion eines Oberzentrums des Regionalverbands Bodensee-Oberschwaben mit dem Oberzentrum Friedrichshafen-Ravensburg-Weingarten. Die offizielle Einwohnerzahl ist aber statisch nur bedingt aussagekräftig, da durch den relativ hohen Anteil an Auszubildenden, Studenten, Beamten, Beschäftigten im höheren öffentlichen Dienst viele dieser Personen nicht ihren ökonomischen Lebensmittelpunkt in der Kernstadt haben. Der Mittelbereich umfasst die nördlichen Gemeinden des Landkreises Sigmaringen, im Einzelnen die Städte und Gemeinden (in alphabetischer Folge) Beuron, Bingen, Gammertingen, Hettingen, Hohentengen, Inzigkofen, Krauchenwies, Mengen, Neufra, Scheer, Schwenningen, Sigmaringen, Sigmaringendorf, Stetten am kalten Markt und Veringenstadt. Die Stadt ist Einkaufs- und Schulstadt für die umliegenden Gemeinden und als Kreisstadt zudem Verwaltungszentrum des Landkreises. Der Hochschulstandort zieht überdies zahlreiche junge Menschen aus der ganzen Region und dem Land an, für die es allerdings vor Ort an ausreichenden Arbeitsplätzen mangelt.

## Stadtgliederung
Die Stadt besteht aus der Kernstadt und den Stadtteilen Gutenstein, Jungnau, Laiz, Oberschmeien und Unterschmeien.
Im Gebiet der Kernstadt liegen die ehemaligen Dörfer Gorheim mit einer großen Klosteranlage, Hedingen mit seinem ehemaligen Kloster sowie die Wüstung Brenzkofen, die bis ins 16. Jahrhundert besiedelt war. Durch die Gemeindereform der 1970er-Jahre kam mit Gutenstein auch ehemals badisches Territorium zur Gemeinde.
| Wappen        | Ortsteil                | Einwohner | Fläche (ha) | eingemeindet am |
| ------------- | ----------------------- | --------- | ----------- | --------------- |
| Sigmaringen   | Sigmaringen (Kernstadt) | 11.758    | 3429        | –               |
| Gutenstein    | Gutenstein              | 00.512    | 1311        | 1. Juli 1974    |
| Jungnau       | Jungnau                 | 00.740    | 2235        | 1. Februar 1974 |
| Laiz          | Laiz                    | 02.856    | 0979        | 1. Januar 1975  |
| Oberschmeien  | Oberschmeien            | 00.434    | 1059        | 1. Februar 1972 |
| Unterschmeien | Unterschmeien           | 00.263    | 0490        | 1. Januar 1972  |

## Schutzgebiete
In Sigmaringen gibt es mit den Gebieten Blauen, Untere Au und Wasenried drei Naturschutzgebiete.
Daneben hat Sigmaringen Anteil an den zwei Landschaftsschutzgebieten Donau- und Schmeiental und Laucherttal mit Nebentälern.
Fünf FFH-Gebiete liegen auf dem Sigmaringer Stadtgebiet: Donau zwischen Riedlingen und Sigmaringen, Oberes Donautal zwischen Beuron und Sigmaringen, Schmeietal, Gebiete um das Laucherttal Riede und Gewässer bei Mengen und Pfullendorf. Auch die Vogelschutzgebiete Südwestalb und Oberes Donautal und Baggerseen Krauchenwies/Zielfingen liegen teilweise in Sigmaringen.
Sigmaringen gehört außerdem zum Naturpark Obere Donau.

## Geschichte

### Vor- und Frühgeschichte
Die Siedlungsgeschichte im Gebiet der heutigen Stadt Sigmaringen reicht zurück bis in die Altsteinzeit. Am Zigeunerfels im Schmeietal bei Unterschmeien fanden sich Einzelstücke aus dem Mesolithikum/Neolithikum (Schicht A). Als Siedlungsgebiet der Urnenfelderkultur ist der heutige Ortsteil Laiz von 1000 bis 500 v. Chr. nachgewiesen. Aus der Hallstattzeit wurden beispielsweise in Laiz zahlreiche keltische Grabhügel mit reichbemalten und ornamentierten Gegenständen entdeckt. Von etwa 50 bis 80 n. Chr. bildete die Donau die Grenze des Römischen Reiches. Zu dieser Zeit führte über Laiz eine Römerstraße vom Bodensee Richtung Winterlingen und Burladingen, eine andere vom Raum Singen über Vilsingen Richtung Bingen, Scheer, Hundersingen. Sie nutzten die Furt unterhalb des Donauwehres in Laiz, wo bei der Donauregulierung 1975 Reste einer Holzbrücke gefunden wurden. Funde und Ausgrabungen von römischen Gutshöfen in Laiz im Gewann „Bergöschle“, in Inzigkofen im Gewann „Krummäcker“, in Sigmaringen in den Gewannen „Steinäcker“ und „Wachtelhau“ sowie des römischen Gutshofes in Laucherthal weisen auf die Bedeutung als Agrarregion in römischer Zeit hin.
Ein frühalemannisches Gräberfeld liegt im Südosten der heutigen Stadt. Dieses ist Zeugnis der Siedlungsgründung des „Sigmar“ vermutlich im 6. Jahrhundert. Aus dieser frühen Zeit stammt auch die Schwertscheide von Gutenstein, die im Stadtteil Gutenstein gefunden wurde.

### Mittelalter
Im 11. Jahrhundert, dem Ende des Frühmittelalters, entstand die erste Burganlage auf dem talabriegelnden Felsen. Die erste urkundliche Erwähnung stammt aus dem Jahre 1077, als König Rudolf von Schwaben die Sigmaringer Burg vergeblich belagerte. Die offizielle Stadtgründung erfolgte 1250.
Der erste Pfarrer in Laiz wurde 1231 erwähnt. 1275 gehörten zum Dekanat Laiz 15 Pfarreien. Zum Kirchspiel Laiz gehörend werden 1377 die Filialen Sigmaringen, Brenzkofen, Gorheim, Hedingen, Bold (Paulterhof), Inzigkofen, Ober- und Unterschmeien genannt.
1325 wurde die Stadt an Graf Ulrich III. von Württemberg verkauft. 1480 erhielt Sigmaringen eine eigene Pfarrei. Die Verstorbenen fanden jedoch bis 1744 auf dem Laizer Friedhof bei der Kirche ihre letzte Ruhestätte.
In den Jahren 1460 und 1500 wurde die Burg zum Schloss umgebaut. Über die Grafen von Werdenberg gelangte Sigmaringen 1535 an das Hochadelsgeschlecht der Hohenzollern, indem Graf Karl von Hohenzollern die Grafschaft Sigmaringen als Lehen erhielt. Vier Jahre später kam es zu einem verheerenden Schlossbrand. 1540 gingen Sigmaringen und Veringen über den „Pfullendorfer Vertrag“ endgültig an das Haus Hohenzollern, Graf Karl I. bezog das Schloss und so wurde Sigmaringen Sitz einer zollernschen Linie.

### Frühe Neuzeit

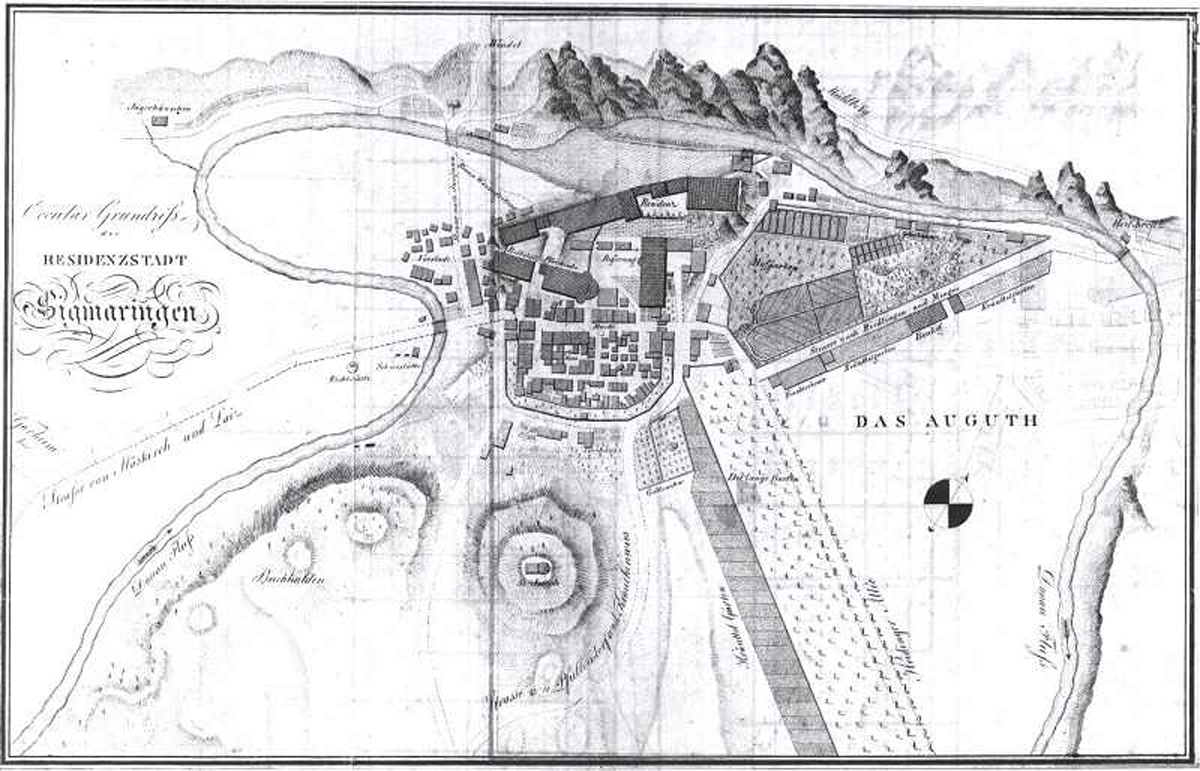
Stadtplan von Sigmaringen um 1809

Während des Dreißigjährigen Kriegs besetzten die Schweden 1632 das Schloss. Nachdem sie zwischenzeitlich von kaiserlichen Truppen vertrieben wurden, eroberte es General Gustaf Horn 1633 erneut für die Schweden. Dabei wurde der östliche Teil durch einen Brand zerstört.

#### Hexenverfolgung in Sigmaringen
Im Zuge des Hexenwahns der frühen Neuzeit wurde in Sigmaringen Katharina Steb 1666 hingerichtet. Anna Maria Sterck wurde 1679 als Kinderhexe verfolgt und im Alter von elf Jahren und vier Wochen hingerichtet.

## Neuzeit
In den Jahren 1801 bis 1806 konnte Amalie Zephyrine von Salm-Kyrburg, die zu jener Zeit in Paris lebende Ehefrau des Erbprinzen Anton Aloys von Hohenzollern-Sigmaringen, dank ihrer Beziehungen zu Joséphine de Beauharnais, der Ehefrau von Kaiser Napoléon Bonaparte, die Mediatisierung sowohl von Hohenzollern-Sigmaringen als auch von Hohenzollern-Hechingen abwenden. Das Fürstentum Hohenzollern blieb im Gegensatz zu vielen anderen kleinen Fürstentümern als souveräne Herrschaft erhalten. So war Sigmaringen von 1806 bis 1849 Hauptstadt und Residenz des souveränen Fürstentums Hohenzollern-Sigmaringen. In dieser Zeit wurde die Stadt in prägnanter Form ausgebaut. Der Carlsplatz, der später in Leopoldplatz umbenannt wurde, und die Karlstraße mit den herrschaftlichen Gebäuden sind die herausragenden Teile dieses Stadtausbaus.
Am 4. Juni 1817 wurde die letzte öffentliche Hinrichtung in Sigmaringen vollzogen. Richtstätte des wegen Meuchelmords und Raubs Verurteilten war der „Galgenberg“, der ehemalige Exerzierplatz des hohenzollerischen Militärs auf der Höhe über Laiz.

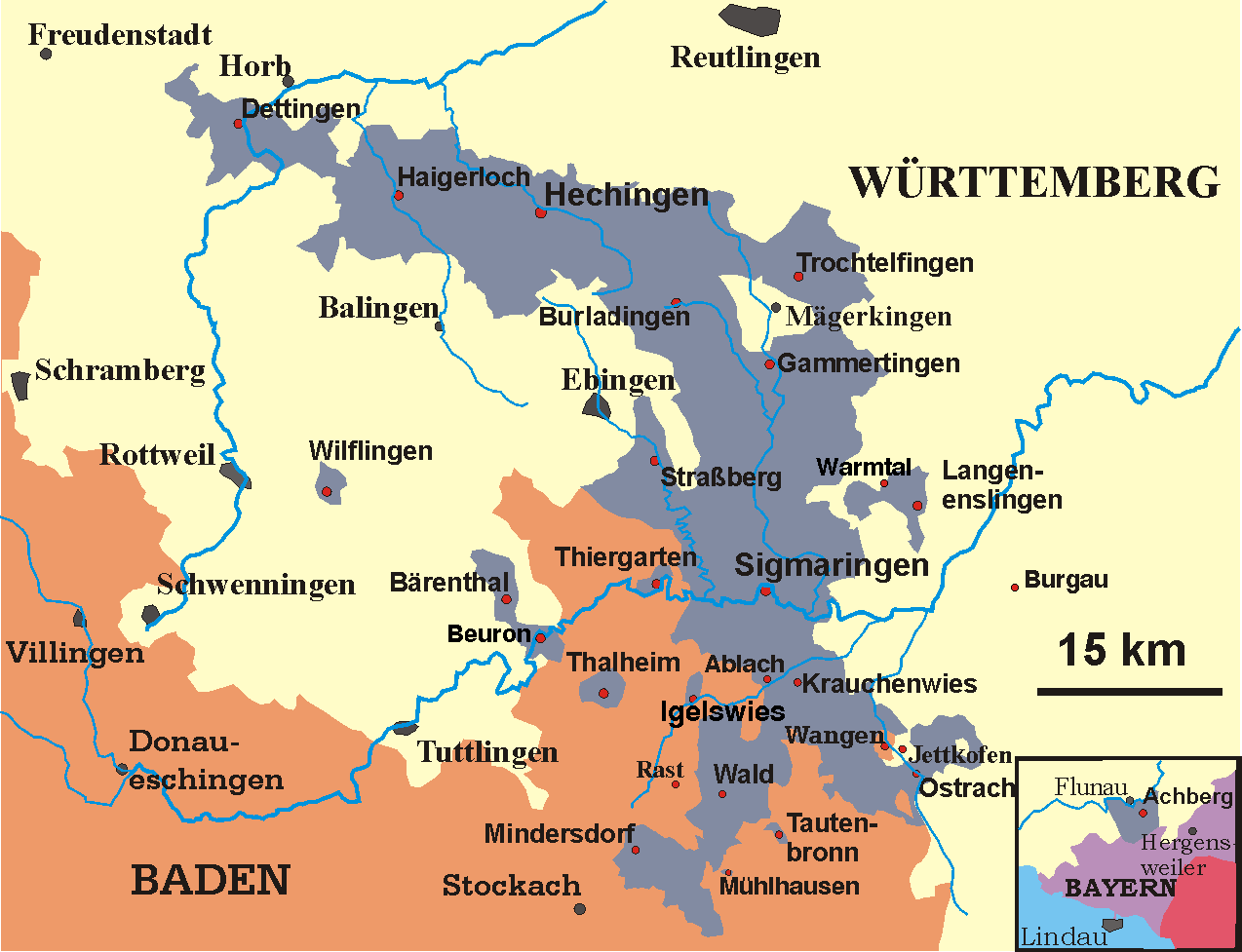
Das Fürstentum Hohenzollern nach 1849

Als Folge der Revolution in Sigmaringen von 1848 verzichteten 1849 die Fürsten von Hechingen und Sigmaringen auf ihre Herrschaft, wodurch beide Fürstentümer 1850 an Preußen fielen. Sie wurden zum Regierungsbezirk Sigmaringen zusammengefasst, der später als „Hohenzollernsche Lande“ bezeichnet wurde. Von 1850 bis 1945 war Sigmaringen Sitz der preußischen Regierung für die Hohenzollernschen Lande. Karl Anton von Hohenzollern-Sigmaringen war von 1858 bis 1862 preußischer Ministerpräsident. Von 1873 bis 1972 war die Stadt zudem Sitz des hohenzollerischen Landeskommunalverbandes.

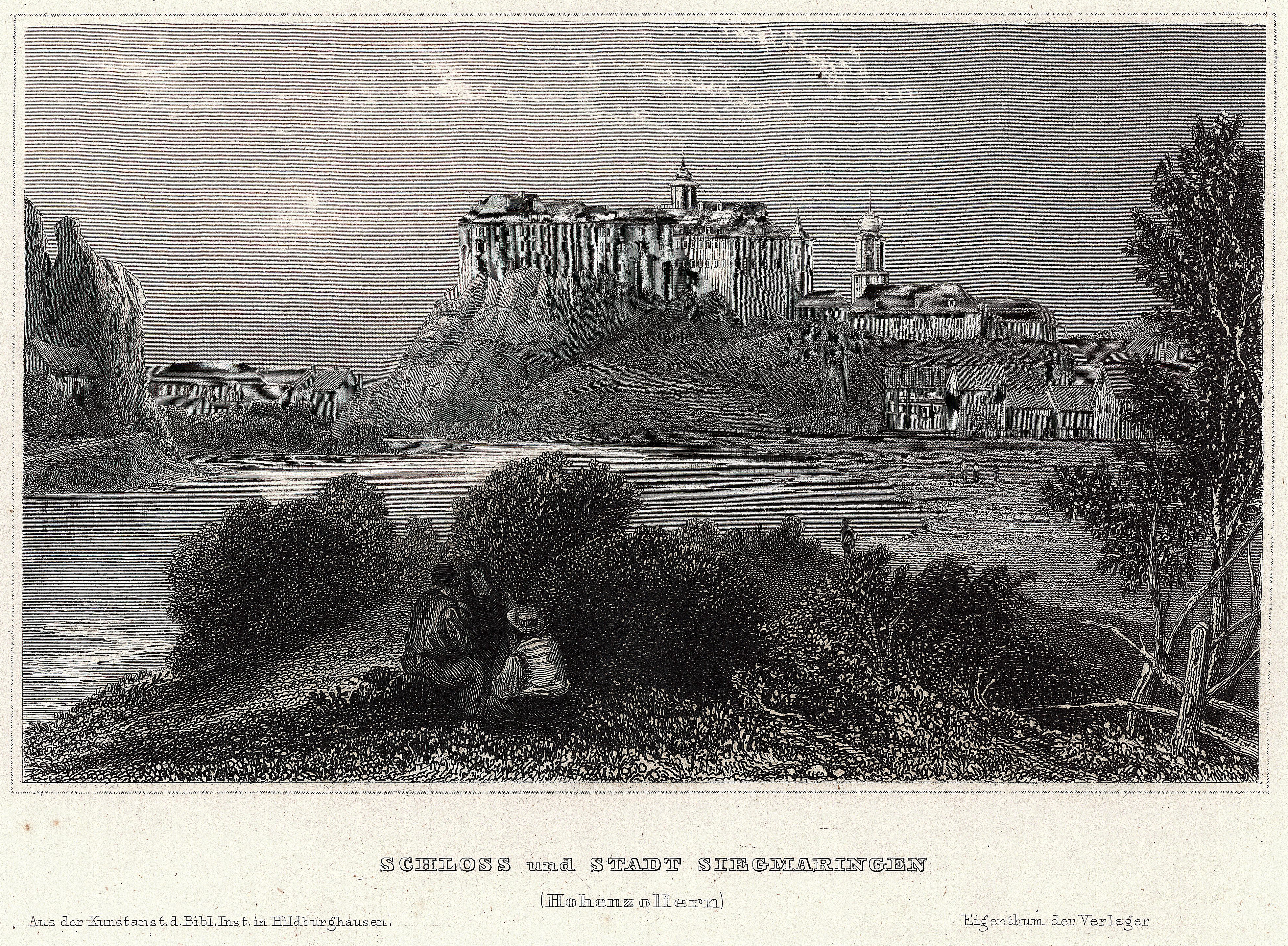
Ansicht von Sigmaringen um 1860

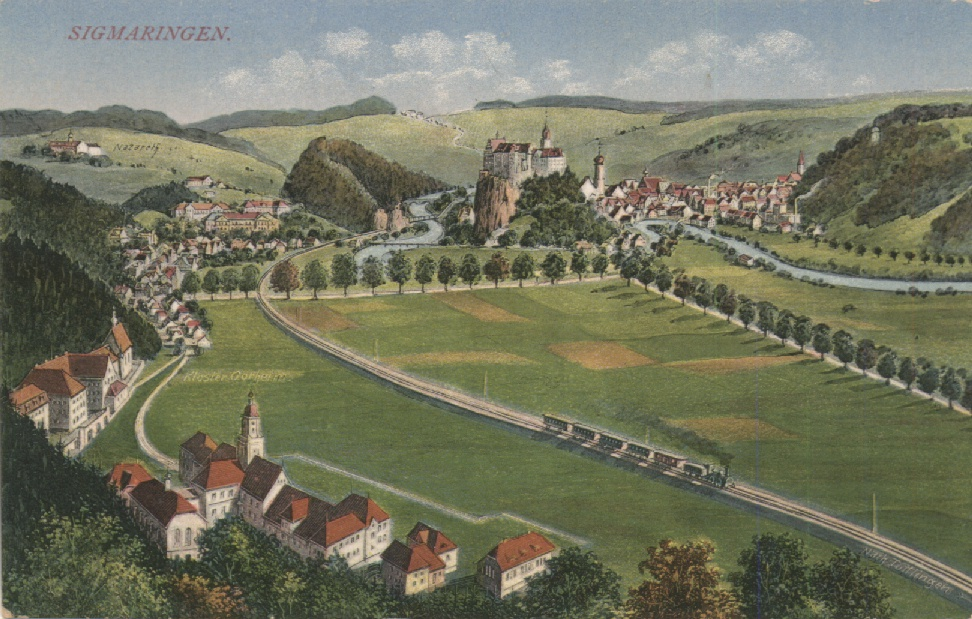
Stadtansicht von Westen (spätestens 1912)

Im Ersten Weltkrieg fielen etwa 150 junge Männer aus der Stadt. Eine Kupfertafel im Rathaus erinnerte an sie. Sie wurde aber 1943 samt der kupfernen Rathaus-Dachrinne eingeschmolzen. Mit dem Kriegsende 1918 brach auch in Sigmaringen der herrschaftslegitimierende, dynastische Zusammenhang zwischen Preußen und Hohenzollern weg.

1929

In der Zeit des Nationalsozialismus bestand in Sigmaringen eine eigene, zunächst preußische, Gestapodienststelle. Sie unterstand seit 1937 der Stapoleitstelle Stuttgart.
Zwischen 1934 und 1942 wurden mehr als 100 vorgeblich „erbkranke“ Männer aus ganz Hohenzollern und angrenzenden Orten im damaligen Fürst-Carl-Landeskrankenhaus zwangssterilisiert. Am 12. Dezember 1940 wurden erstmals 71 geistig behinderte und psychisch kranke Patienten Opfer der nationalsozialistischen Krankenmorde, nach 1945 bekannt als „Aktion T4“. Die Deportation in grauen Bussen führte mit Sigmaringen als einzige psychiatrische Einrichtung in Hohenzollern in die Tötungsanstalt Schloss Grafeneck, wo die als „lebensunwert“ bezeichneten Frauen und Männer ermordet wurden. Nach der Schließung von Grafeneck im Dezember 1940 erfolgte am 14. März 1941 eine weitere Deportation in die NS-Tötungsanstalt Hadamar. Insgesamt wurden im Rahmen der NS-Krankenmorde 91 von seinerzeit 213 Patienten deportiert und davon 90 ermordet.
Von September 1944 bis April 1945 war Sigmaringen Sitz der zusammen mit Hunderten von Franzosen geflohenen französischen Vichy-Regierung. Staatschef Marschall Pétain und Ministerpräsident Pierre Laval verweigerten in Sigmaringen die weitere Zusammenarbeit mit den Nazis. Der neue Regierungssitz der Vichy-Regierung wurde das Sigmaringer Schloss. Politiker, Beamte, Soldaten und Botschafter beim Vichy-Regime wurden in Sigmaringen untergebracht, darunter die Vertretungen Deutschlands, Japans und Italiens. Am 22. April 1945 flohen Pétain und Laval aus Sigmaringen. Neben damals 6000 Einwohnern befanden sich 500 Angehörige der Milice française und 700 französische Soldaten in der Stadt.
Kreisleiter Härlin ordnete am 21. April 1945, bevor er sich am gleichen Tag aus der Stadt schlich, die Sprengung der Donaubrücken in Laiz und Sigmaringen an. Daraufhin wurden Donaubrücke in Laiz sowie die Sägebrücke und die Laizer Brücke in Sigmaringen gesprengt, nur die Nepomukbrücke blieb erhalten. Am 22. April 1945 übergab Bürgermeisterstellvertreter Staudinger die Stadt an französische Truppen.
Nach dem Kriegsende wohnten 1945/1946 in Sigmaringen neben den 5100 heimischen Bürgern auch 1200 Evakuierte, zudem waren 55 Wohnungen und viele öffentliche Gebäude von der französischen Besatzungsmacht beschlagnahmt. Die Rückführung der Evakuierten begann 1946, dennoch stieg die Zahl der Heimatvertriebenen in den Jahren 1947 bis 1951 an. So kamen 1947 Vertriebene aus dänischen Lagern in die Bahnhofsbaracke. Sie wurden registriert, von der Bahnhofsmission verköstigt und vom Umsiedlungsamt auf die Ortschaften verteilt. Eine zweite Welle Vertriebener kam 1949/1950 durch Umsiedlung aus den Ländern Schleswig-Holstein, Niedersachsen und Bayern. Insgesamt nahm Sigmaringen 1200 Heimatvertriebene auf. 1950 wurden die ersten Häuser für Vertriebene gebaut, Hilfen waren für Vertriebene zur Existenzgründung vorgesehen. So entstanden 1951 die Firmen Panhans, Braunstein und Schmidl. Die Landsmannschaften bereichern seitdem auch das kulturelle Leben in der Stadt.
Bei Gründung des Landes Baden-Württemberg 1952 ging der Name Hohenzollern als dritter Landesteil im Staatsnamen verloren. Die Verlegung des ehemals preußischen Regierungspräsidiums nach Tübingen wurde mit der Ansiedlung des Verwaltungsgerichts, der Chemischen Landesuntersuchungsanstalt und des Staatsarchivs kompensiert. Bei der Kreisreform 1973 wurde Sigmaringen Kreisstadt des neu zugeschnittenen Landkreises Sigmaringen, in dem der Landkreis Saulgau aufging. 1971 entstand die Fachhochschule und 1972 nahm das Bildungszentrum der Bundesfinanzverwaltung (Zollschule) ihren Betrieb auf. Von 1974 bis 1979 wurde das heutige Kreiskrankenhaus gebaut. 1979 eröffnete überdies das Ausbildungszentrum Bau. Seit 2017 ist auf einer Teilfläche der ehemalige Graf-Stauffenberg-Kaserne eine Landeserstaufnahmestelle (LEA) des Landes Baden-Württemberg untergebracht. Der Vertrag wurde am 13. Oktober 2017 vom damaligen Bürgermeister Thomas Schärer mitunterschrieben.

### Eingemeindungen
Im Zuge der Gemeindegebietsreform Baden-Württemberg (1968–1975) wurden auch die Gemeinden, deren freiwillige Eingemeindung mit Sonderzuschüssen der Landesregierung verbunden, bis zum 1. Januar 1973 nicht vollzogen war, zwangsweise vom Land Baden-Württemberg in die vorbestimmte Gemeinde eingemeindet. Die bis dahin selbständigen Gemeinden Unterschmeien (am 1. Januar 1972), Oberschmeien (1. Februar 1972), Jungnau (1. Februar 1974 zwangsweise), Gutenstein (1. Juli 1974 zwangsweise) und Laiz (1. Januar 1975 zwangsweise) wurden daraufhin nach Sigmaringen eingemeindet.
Zur Gemeinde Gutenstein gehörte auch der rechts der Donau gelegene badische Teil von Thiergarten. Die badische Gemeinde wurde im Jahr 1890 der Gemeinde Gutenstein zugeordnet. Nach der Anhörung der Einwohner erfolgte am 1. Januar 1977 die Umgliederung dieses und des hohenzollerischen Teils von Thiergarten, der zuletzt der Gemeinde Inzigkofen angehörte, in die Gemeinde Beuron.

### Einwohnerentwicklung
| Jahr | Einwohner |
| ---- | --------- |
| 1961 | 09.345    |
| 1970 | 11.115    |
| 1991 | 16.011    |
| 1995 | 16.876    |
| 2000 | 16.776    |
| 2005 | 16.666    |
| 2010 | 16.252    |
| 2011 | 15.189    |
| 2015 | 18.271    |
| 2020 | 16.916    |

Im September 2011 zählte die Kernstadt eine Bevölkerung von 11.758, die Gesamtbevölkerung 16.252 Personen.

## Religion
In Sigmaringen sind 58 % der Einwohner entweder evangelisch oder katholisch (Stand 2023).
Die Bevölkerung von Sigmaringen und seiner Umgebung war über Jahrhunderte römisch-katholisch geprägt. Mit dem Übergang Hohenzollerns an Preußen verändert sich jedoch ab 1850 auch die Kirchenlandschaft. Die gesandten Beamten, Richter und anderen Staatsdiener waren in der Mehrzahl evangelisch. Auch im Schloss wird von einer evangelischen Strömung berichtet: Da Prinzessin Josephine von Baden evangelisch war, ließ ihr Gemahl, Fürst Karl Anton von Hohenzollern-Sigmaringen, einen evangelischen Prediger anstellen und in der Schlosskapelle wurden seit 1840 protestantische Gottesdienste gefeiert. 1853 wurde der brandenburgische Pfarrer Ernst Jungck der erste evangelische Seelsorger für die Evangelischen in Hohenzollern mit Dienstsitz in Sigmaringen. 1860 wurden in Hohenzollern zwei evangelische Kirchengemeinden errichtet – Sigmaringen und Hechingen. In den evangelischen Gemeinden in Hohenzollern hat die altpreußische Gottesdienstform auf Wunsch der Gemeinden auch weiterhin Bestand.
Heute gibt es neben der römisch-katholischen Kirche und der evangelischen Stadtkirchengemeinde (Evangelische Landeskirche in Württemberg) mit rund 5000 Mitgliedern – sie ist für alle Teilorte sowie Bingen, Krauchenwies, Inzigkofen und Sigmaringendorf zuständig – auch die seit 1964 bestehende evangelische Militärkirchengemeinde für die in Sigmaringen, Mengen und Hohentengen stationierten Soldaten. An deren Kirchengebäude in der Binger Straße hat sich eine zivile Gemeinde (Kreuzkirche) entwickelt. Insgesamt umfassten Militär- und Kreuzkirche 2008 etwa 1000 Personen: Zu den etwa 600 evangelischen Soldaten und ihren Angehörigen kamen etwa 400 zivile Mitglieder aus Sigmaringen und Umgebung.
Weitere christliche Glaubensgemeinschaften in Sigmaringen sind die Freie Christengemeinde, Brüdergemeinde, Jehovas Zeugen und die Neuapostolische Kirche.
Als islamische Einrichtungen bestehen die Merkez Camii der Türkisch-islamischen Union sowie das Islamische Informations- und Bildungszentrum Sigmaringen.

## Politik

### Gemeinderat
Die Gemeinderatswahl am 9. Juni 2024 führte zu dem in den nebenstehenden Diagrammen dargestellten Ergebnis:

### Bürgermeister
Am 1. Juli 2018 wurde Marcus Ehm im ersten Wahlgang mit absoluter Mehrheit von 68,28 Prozent zum Bürgermeister gewählt. Die Wahlbeteiligung lag bei 44,75 Prozent. Die Amtseinführung Ehms erfolgte am 27. August 2018.
- 1845–1871: Fidelis Gastel
- 1871–1877: Quirin Müller
- 1877–1889: Markus Keßler
- 1881–1896: Theodor Gayer
- 1896–1899: Carl Liehner
- 1900–1921: Anton Reiser
- 1900–1921: Egon Müller (Hohenz. Zentrumspartei)
- 1933–1945: Karl Sträßle (NSDAP)[41]
- 1945–1949: Egon Müller (Hohenz. Zentrumspartei)
- 1949–1968: Franz Schiek (CDU)
- 1968–1992: Rudolf Kuhn (parteilos)
- 1992–2006: Wolfgang Gerstner (CDU), wurde 2006 Oberbürgermeister von Baden-Baden
- 2006–2010: Daniel Rapp (CDU), wurde 2010 Oberbürgermeister von Ravensburg
- 2010–2018: Thomas Schärer (zur Wahl parteilos, dann in die CDU eingetreten)
- seit 2018: Marcus Ehm (CDU)

### Wappen
| Wappen der Stadt Sigmaringen | Blasonierung: „In Rot ein stehender goldener (gelber) Hirsch, oben rechts ein sechsstrahliger goldener (gelber) Stern.“ |
| Wappen der Stadt Sigmaringen | Wappenbegründung: Für 1316 ist der erste Abdruck eines vermutlich im 13. Jahrhundert entstandenen Stadtsiegels belegt, dessen Dreieckschild bereits den Stern und den stehenden Hirsch enthält. Dieses Wappen wurde mit dem Grafen Gebhard von Sigmaringen-Peutengau (1247-1253), den man den bayerischen Grafen von Hirschberg zurechnete, in Verbindung gebracht. Im Stern wird ein habsburgisches Beizeichen vermutet. Seit dem späten 14. Jahrhundert wurde der Hirsch in den Stadtsiegeln zeitweilig auch springend dargestellt. Die seit 1483 im Hirsch-Wappen der Grafschaft Sigmaringen belegte Schildfarbe Rot war im Stadtsiegel vorübergehend durch Blau ersetzt worden. In Siegeln des 19. Jahrhunderts wurde dem Stern im Wappen ein Mond gegenübergestellt. Er war in früheren Siegeln als Ornament außerhalb des Schildes abgebildet. Seit der letzten Jahrhundertwende gilt wieder das Schildbild von 1316. |

### Städtepartnerschaften
Städtepartnerschaften bestehen mit
- Feldkirch in Vorarlberg (Österreich)
- Boxmeer in Noord-Brabant (Niederlande)
- Thann im Elsass (Frankreich)

## Kultur, Bauwerke und Sehenswürdigkeiten

### Museen

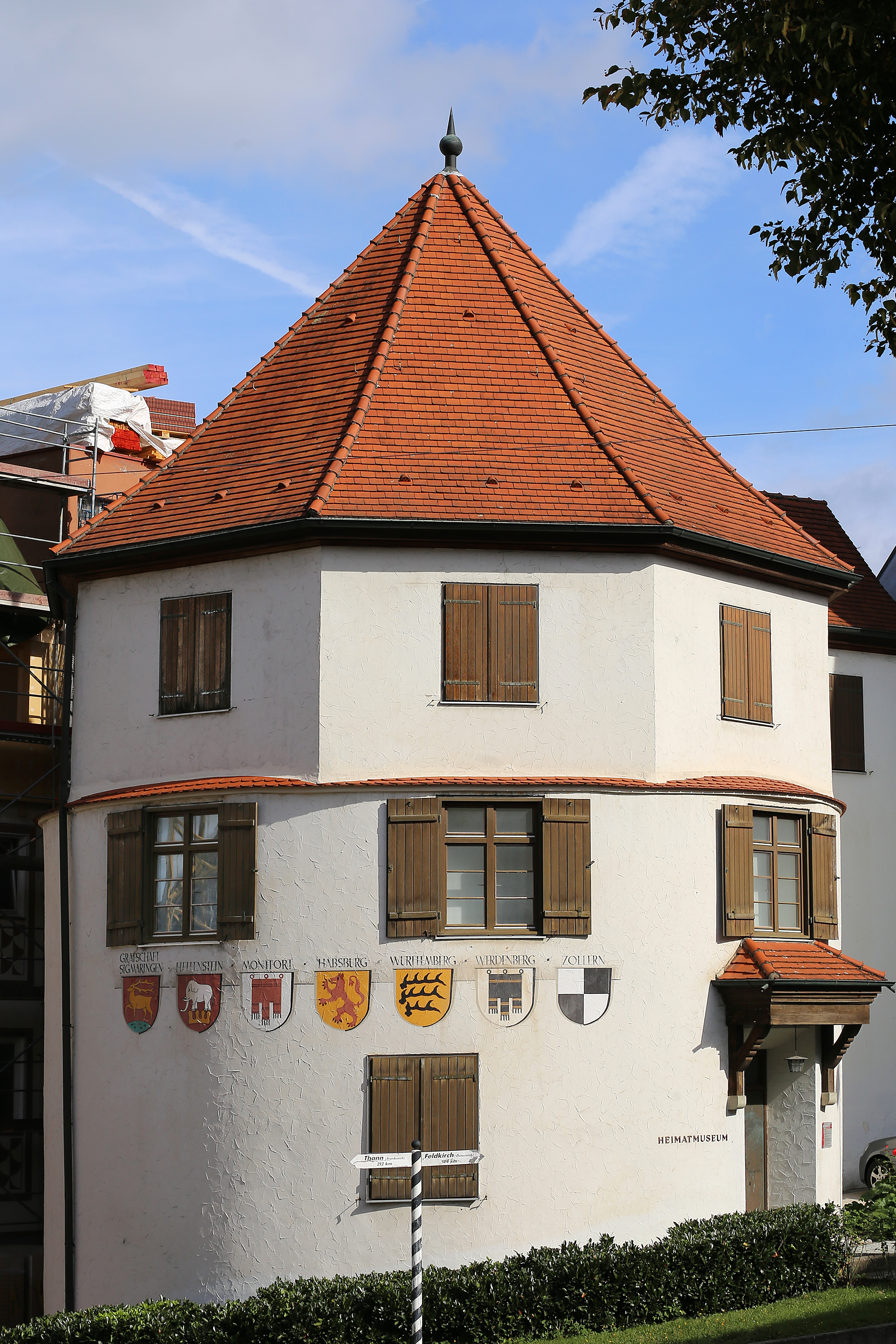
Heimatmuseum im Runden Turm

- Heimatmuseum im Runden Turm: Der Wehrturm ist Teil der alten Stadtbefestigung, die im Zusammenhang mit der ersten Stadterweiterung steht. Er wurde 1600 als zweigeschossiges Rondell an der Ecke der Stadtmauer in der Antonstraße errichtet. Er wurde im Dreißigjährigen Krieg zerstört, 1737 baute der damalige Besitzer ein achteckiges Wohngeschoss mit Zeltdach darauf. 1970 erwarb es der Hofrat, Silber- und Goldschmied Georg Zimmerer (1891–1972) und machte 1987 die Stadt zur Eigentürmerin. Seine Schenkung verband er mit der Auflage, ein Heimatmuseum einzurichten. Zum Heimatmuseum und Ausstellungsort ausgebaut beherbergt es seither Exponate der Stadtgeschichte. Am 16. Juni 2005 wurde ein Förderverein namens Heimatverein Sigmaringen e. V. gegründet. Seine Fassade zieren die Wappen des Schlosses und der Stadt.
- Das Museum Altes Wasserwerk befindet sich im ehemaligen Wasserwerk der Stadt Sigmaringen in der Gorheimer Straße. In ihm ist die Geschichte der Wasserversorgung Sigmaringens dargestellt. Zu ausgewählten Themen rund um das Wasser sind Bildtafeln aufgestellt. Als Besonderheit für Technikbegeisterte gibt es neben der Führung auch die Funktionsvorführung der großen Maschinen.
- Staatsarchiv Sigmaringen: 1865 als preußisches Staatsarchiv gegründet. Hier werden die schriftlichen Überlieferungen der staatlichen Mittel- und Lokalbehörden im Regierungsbezirk Tübingen ab 1806 sowie die Bestände der Zentralbehörden des Landes Württemberg-Hohenzollern aus der Zeit von 1945 bis 1952 aufbewahrt. Im ehemaligen fürstlichen Palais sind die Unterlagen der bis zum Jahre 1850 souveränen Fürstentümer Hohenzollern-Hechingen und Hohenzollern-Sigmaringen sowie des bis 1945 bestehenden preußischen Regierungsbezirks Sigmaringen untergebracht. Fotosammlungen dokumentieren Alltagsgeschichte des 20. Jahrhunderts.
- Das Kulturzentrum Alte Schule ist in einem Gebäude untergebracht, das bis 1975 als Volksschulhaus genutzt wurde. Zwischen 1875 und 1879 wurde es nach Plänen des fürstlichen Baurats Josef Laur erbaut. Es beherbergte zunächst die katholische Bekenntnisschule, später zog zusätzlich die evangelische Schule ein. Mit einer umfassenden Sanierung im Jahr 1988 wurde das klassizistische Gebäude zu einem städtischen Kulturzentrum ausgebaut. Seit 1988 befinden sich die städtische Musikschule und die Stadtbibliothek in dem Gebäude. Die Gesellschaft für Kunst und Kultur hat dort Ausstellungsräume.[43]

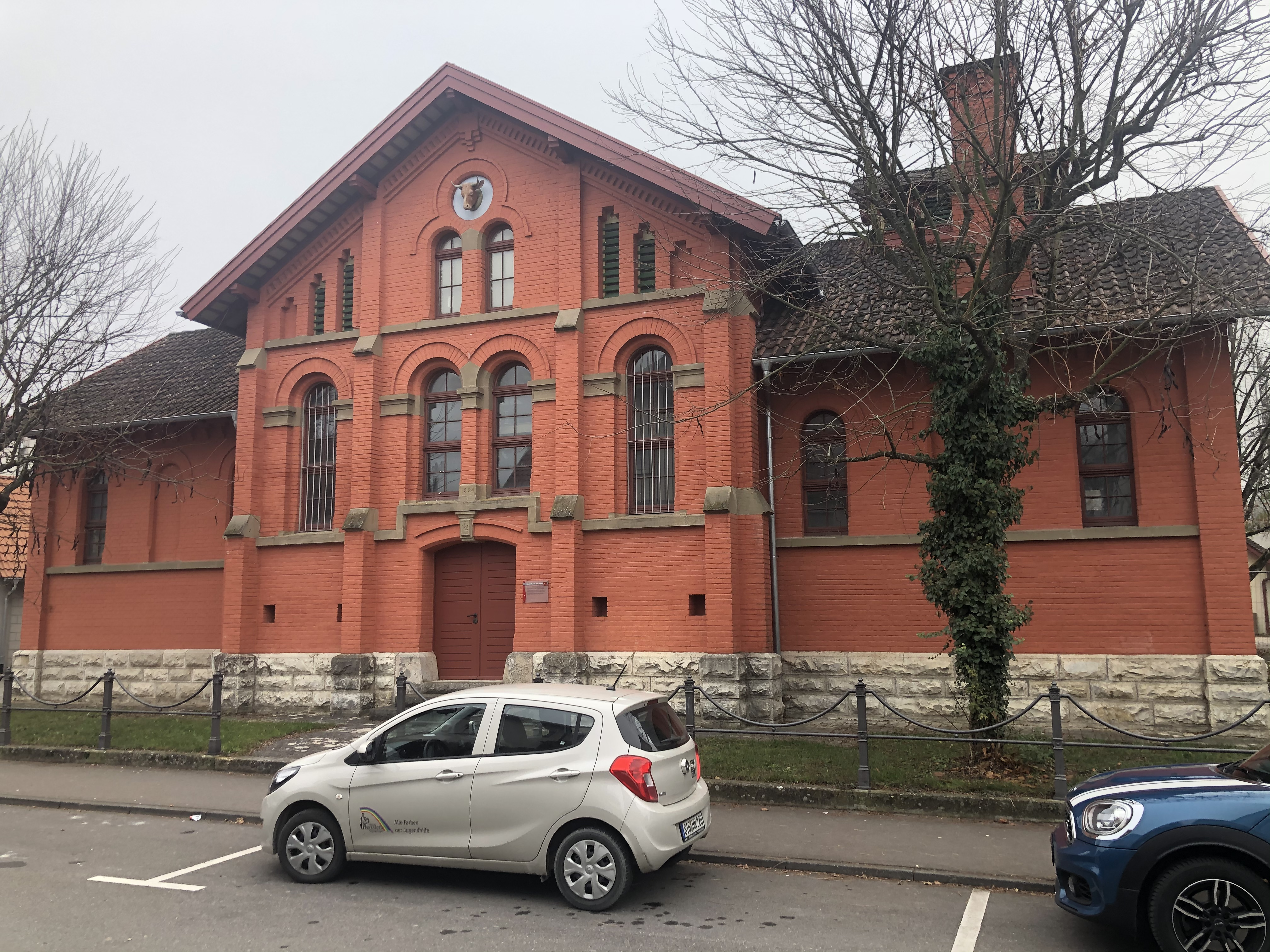
Schlachthof

- Der Alte Schlachthof in der Georg-Zimmerer-Straße in Sigmaringen beherbergt die „Ateliers im Alten Schlachthof“, die sich seit 1990 als vielbeachtetes Kulturzentrum mit offenen Angeboten im Veranstaltungs- und Ausstellungsbereich einen Namen gemacht haben. Der Alte Schlachthof wurde im Stil des Industriebaus der Gründerjahre in den Jahren 1884/85 unter Regierungsbaurat Wilhelm Friedrich Laur errichtet. Der Gebäudekomplex bestand aus dem Hauptgebäude mit Schlachthallen, zwei Hintergebäuden mit Stallungen, Kaldaunenwäsche, Freibank, Krankenviehstall und Holzschuppen.
- Das ehemalige Siechenhaus Laiz, in dem im Mittelalter Leprakranke behandelt wurden, beherbergt heute die Sammlung der Künstler Josef und Marianne Henselmann. Zuvor befand sich die Sammlung in München. Das Museum ist jeden ersten Sonntag im Monat geöffnet.[44]
- Das Zündapp-Museum der Brauerei Zoller-Hof in der ehemaligen Flaschenfüllerei der Brauerei Zoller-Hof Sigmaringen beherbergt mit über 100 Exponaten der Nürnberger Marke Zündapp auf rund 700 Quadratmetern Ausstellungsfläche die derzeit weltweit größte Zündapp-Sammlung.[45] Diese weltweit einzigartige Sammlung zeigt die Kunst des Motorradbaus bis ins kleinste Detail und gibt einen Überblick über alle Produkte, die Zündapp je produziert hat. Auch das erste und einzige je in Serie gebaute Zündapp-Auto – der Janus – gehört zur umfassenden Ausstellung.[46]
- Das Geiselhart-Museum beim Haus Nazareth in Sigmaringen widmet sich der Person Thomas Geiselhart. Es zeigt Zeitdokumente und Exponate, die über das Wirken Thomas Geiselharts Auskunft geben. Es wird von der Stiftung Haus Nazareth betreut.[47]

### Stolpersteine

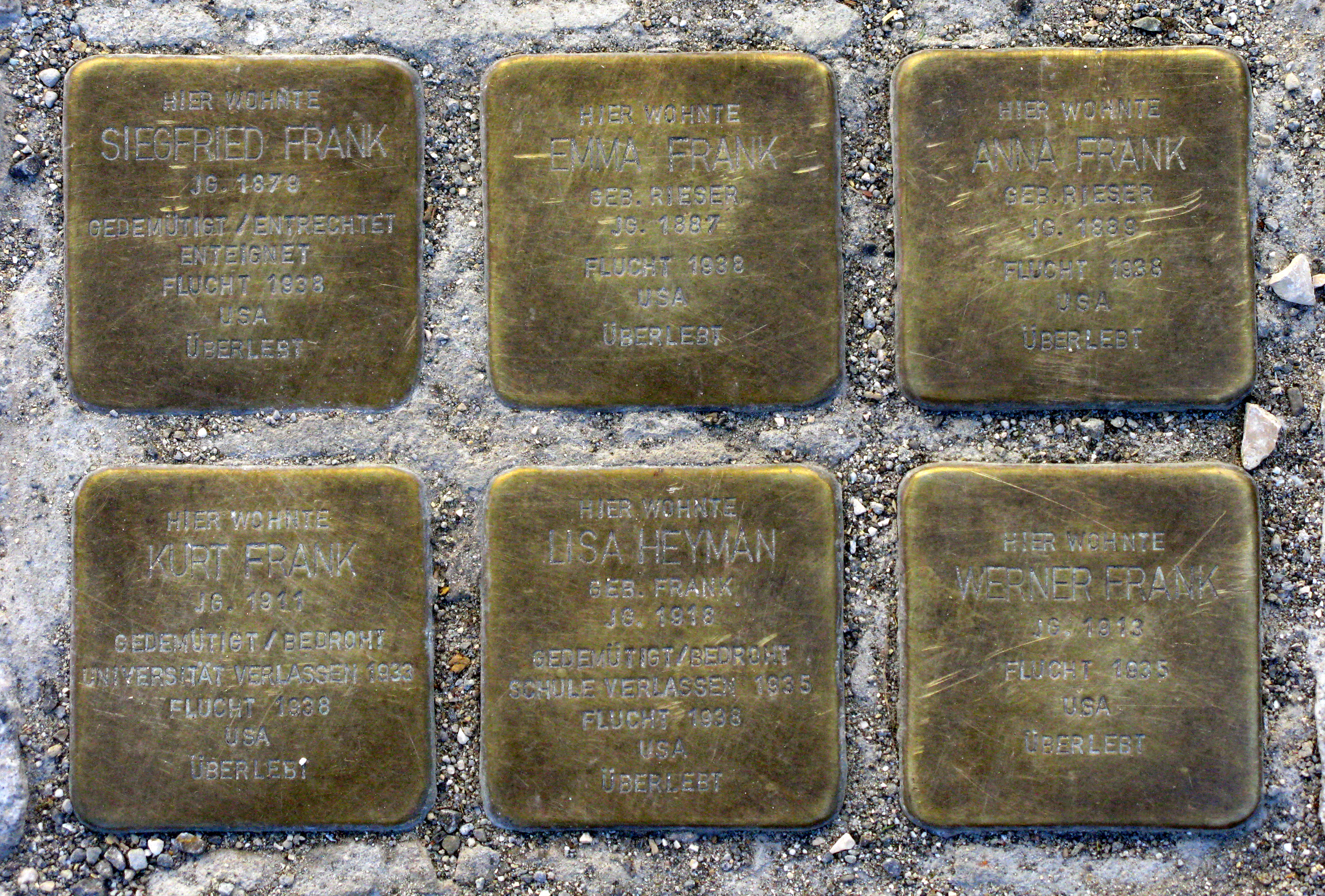
Stolpersteine für Familie Frank

Am 16. Mai 2012 wurden vor dem heutigen Finanzamt von dem Künstler Gunter Demnig sechs Stolpersteine verlegt. Dort befand sich das Wohn- und Geschäftshaus der jüdischen Familie Frank. In Sigmaringen gab es – anders als in anderen baden-württembergischen Städten – vor dem Krieg keine jüdische Gemeinde, da sich hier im 19. und 20. Jahrhundert lediglich Einzelpersonen und wenige jüdische Familien niederließen. Die bekannteste Familie ist die des Kaufmanns und Fabrikanten Siegfried Frank. Sie stammte ursprünglich aus Buttenhausen bei Münsingen, wurde während der NS-Zeit in den 1930er-Jahren Opfer von Isolation und Ausplünderung und flüchtete 1938 in die USA.

### Bauwerke (Kernstadt)
Das Stadtbild ist vom Hohenzollernschloss und den vielen Bauten aus der fürstlichen Residenzzeit und der nach 1850 beginnenden Zeit als Regierungssitz der Hohenzollerischen Lande geprägt.

#### Schloss Sigmaringen

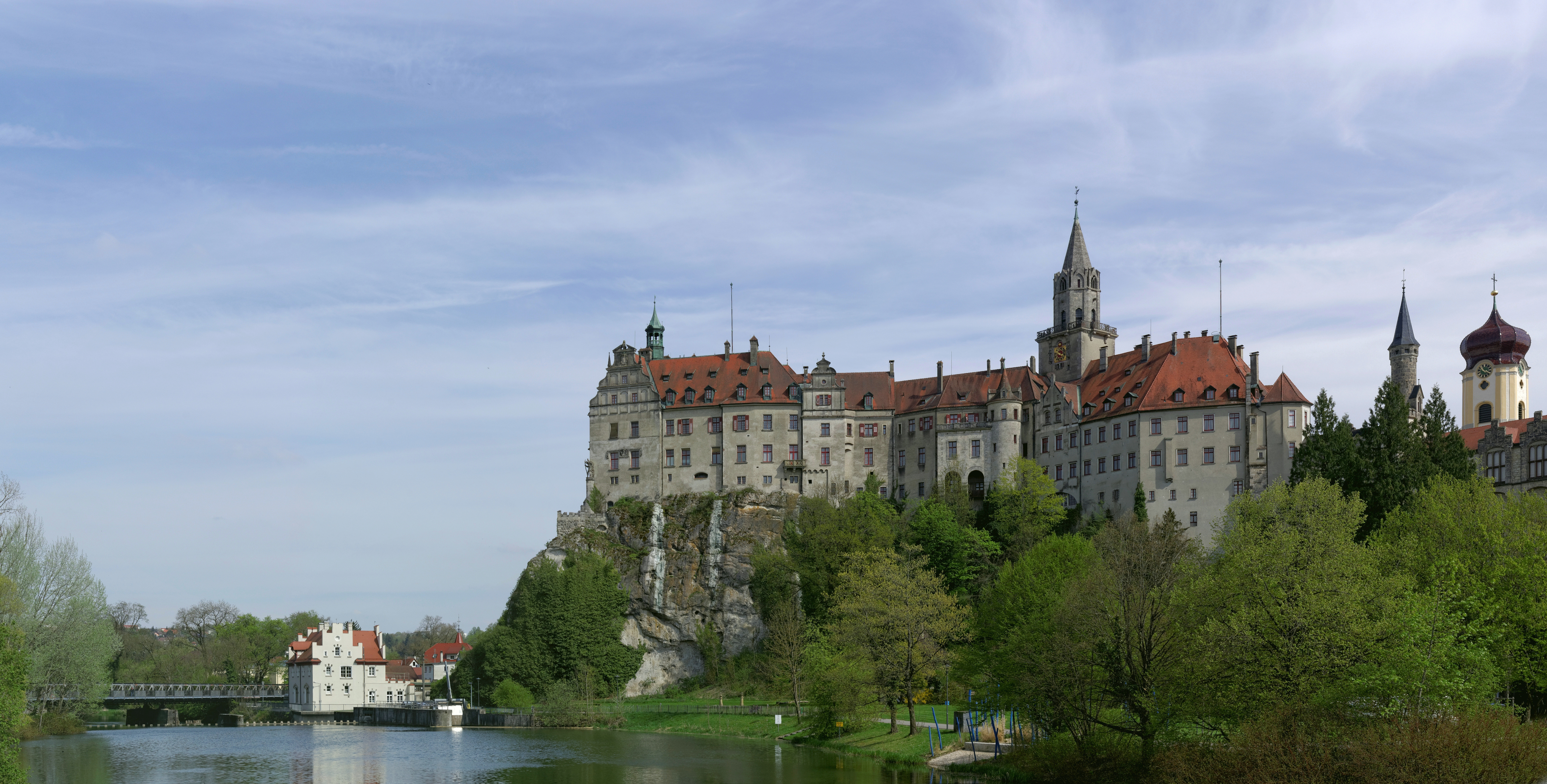
Schloss Sigmaringen – Nordwestansicht

Das Schloss Sigmaringen (auch Hohenzollernschloss) zeigt mit seinem heutigen Ausbau die geschichtliche Entwicklung von einer mittelalterlichen Burg zu einem fürstlichen Residenzschloss. Es wurde 1077 als Burg erbaut und erhielt seine heutige Form als Residenzschloss der Fürsten von Hohenzollern-Sigmaringen erst nach seiner Fertigstellung im Jahr 1908. Es ist seit 1535 Sitz der Grafen und späteren Fürsten von Hohenzollern-Sigmaringen. Sehenswert sind die prunkvollen Säle, reich ausgestattete Räume, die fürstlichen Sammlungen, die größte private Waffensammlung Europas mit rund 3000 Objekten, kostbare Gobelins und zahlreiche Jagdtrophäen. Es besitzt zudem ein Marstall- und Kutschenmuseum, ein Museum für höfische Fahrkultur mit Schlitten und Sänften.

#### Sakralbauten

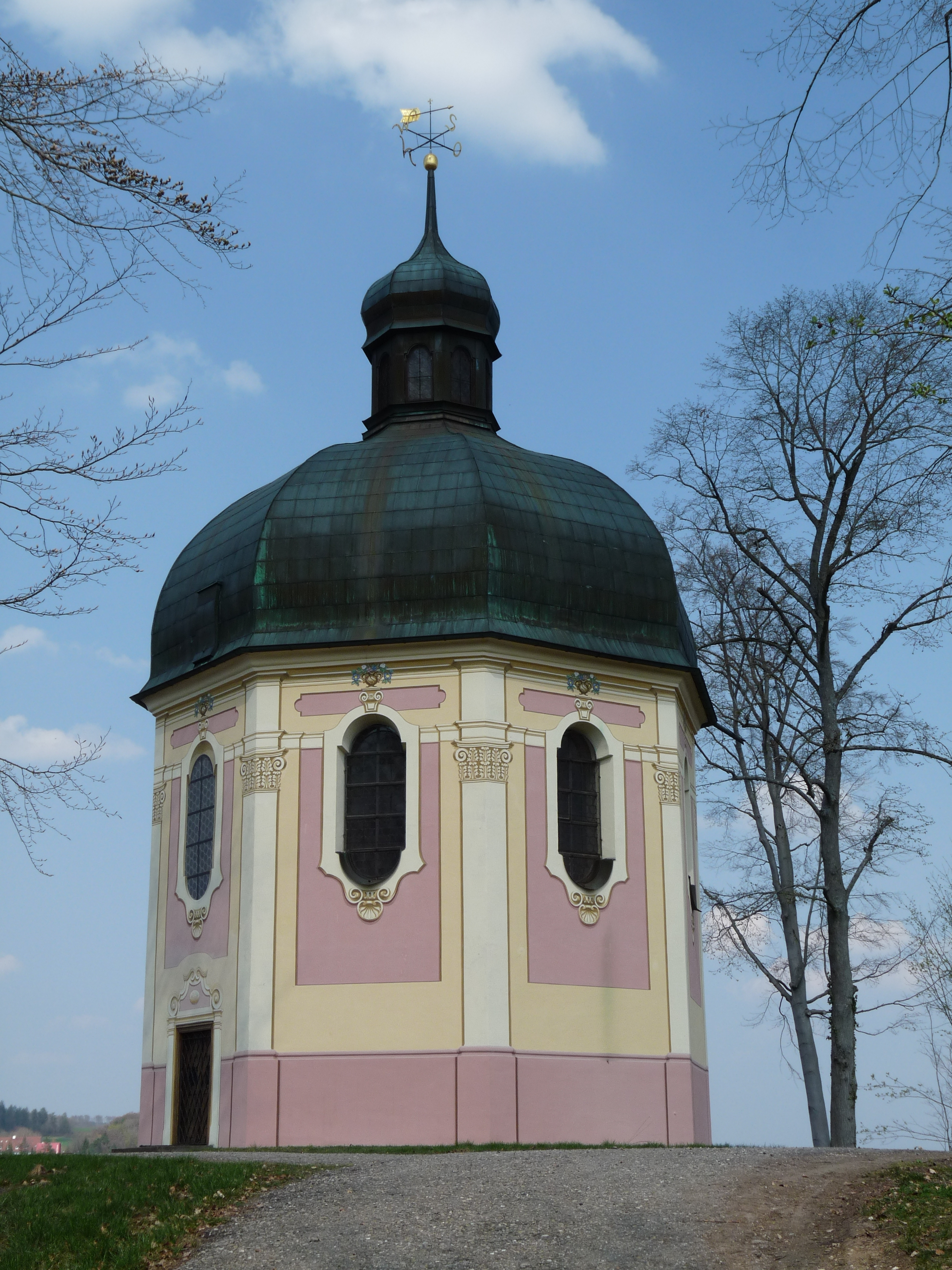
Josefskapelle

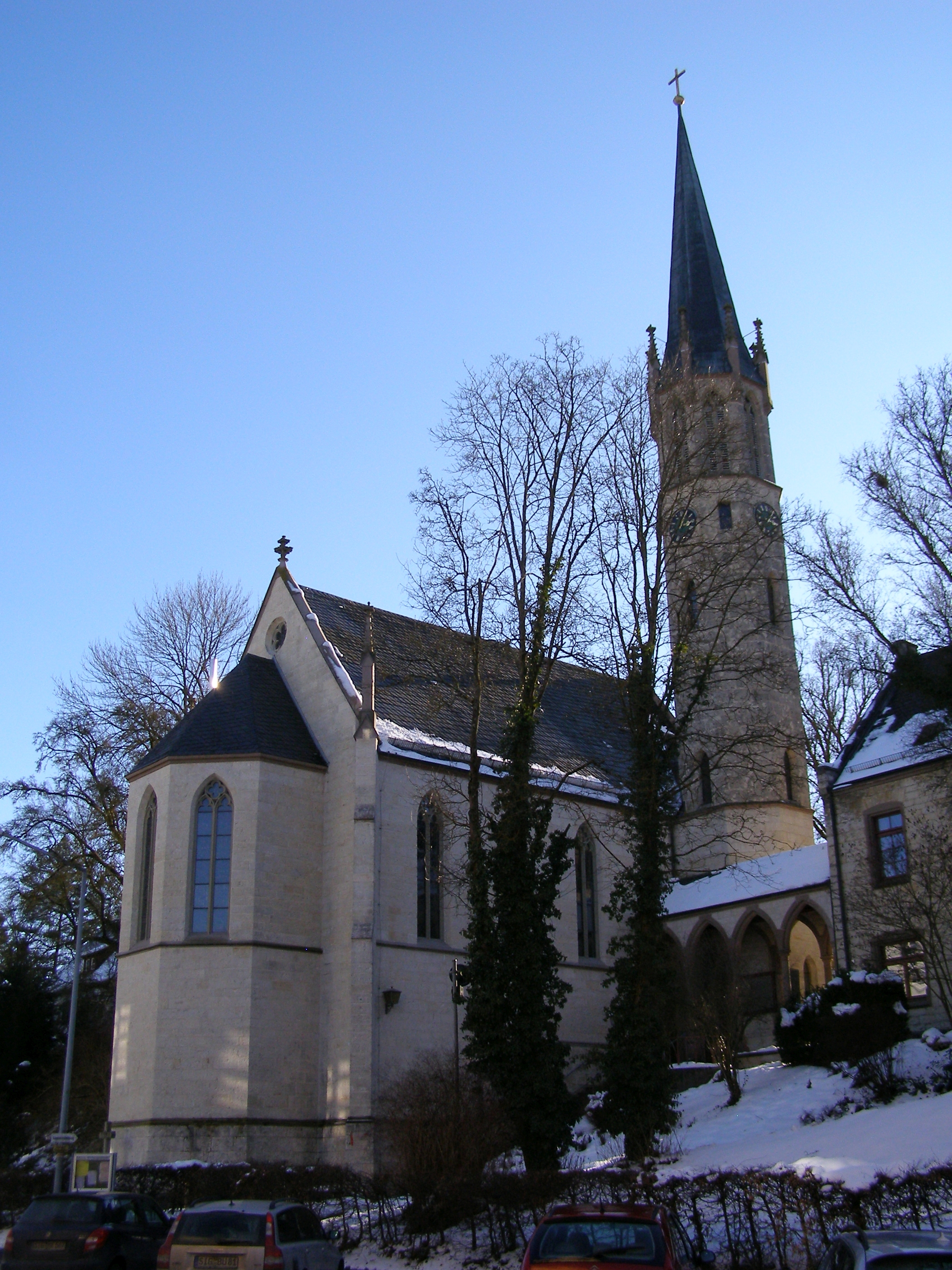
Evangelische Stadtkirche

- Die 1757 bis 1763 unterhalb des Schlosses durch Maurermeister Johann Martin Ilg erbaute[54] barocke Stadtpfarrkirche St. Johann Evangelist ist geschmückt mit Werken der Künstler der damaligen Zeit, darunter auch die Stuckaturen von Johann Jakob Schwarzmann und das Altargemälde des in Sigmaringen geborenen Malers Andreas Meinrad von Ow. Zudem ist sie mit Altären mit Stuckaufbau des Altarbauers Johann Michael Feichtmayr und Werken des Bildhauers Johann Georg Weckenmann ausgestattet. Sie geht in ihren Ursprüngen auf die 1247 erstmals bezeugte Burgkapelle zurück. Die heutige Pfarrkirche ist ein Neubau, bei dem lediglich die Nordwand und der Turm, der in das Jahr 1580 datiert, erhalten wurden. Sie diente als Grablege der Grafen von Werdenberg sowie der Fürsten von Hohenzollern-Sigmaringen (bis 1844) und wurde 1583 neu erstellt. Sie gilt als eine der bemerkenswertesten Barockkirchen der Region. 1856 wurde im linken Seitenschiff der Kirche die Fideliskapelle eingerichtet. Sie zeigt eine Muttergottes auf einer Mondsichel von Jörg Syrlin dem Jüngeren und eine Altartafel in der Art von Bartholomäus Zeitblom. Die Fideliskapelle ist weiterhin mit dem kostbaren Fidelisschrein, dem Armreliquiar des Heiligen Fidelis sowie der Fideliswiege, in die nach altem Brauch Kinder nach der Taufe kurz hineingelegt werden, ausgestattet.
- Die Hedinger Kirche wurde 1680 bis 1682 als Klosterkirche des ehemaligen Dominikanerinnen- und späteren Franziskanerklosters Hedingen erbaut. Sie befindet sich am südlichen Ortsrand Sigmaringens am Ende der Karlstraße. 1889 erhielt sie eine Chorkuppel im Jugendstil über der Hohenzollerngruft, der Grablege der Fürstenfamilie von Hohenzollern. Der Gefängnis-Christi-Altar stammt von Franz Magnus Hops. Dem Langhaus ist eine Marienkapelle im Rokoko von 1747 angeschlossen. Die Kirche ist ausschließlich in der Weihnachtszeit geöffnet.
- Die Josefskapelle ist eine von Fürst Johann (1606–1638) im Jahr 1629 auf der Anhöhe südlich des Stadtkerns von dem bekannten Renaissancebaumeister Hans Albertal aus Dillingen erbaute Kapelle. Ein Umbau erfolgte 1660 durch Meister Michael Beer aus Au im Bregenzerwald. Die heutige barocke Innenausstattung des oktogonalen Kuppelbaus wurde im Wesentlichen 1739 unter Fürst Josef Friedrich (1715–1769) geschaffen. Die Stuckaturen führten vermutlich Nikolaus Schütz aus Landsberg/Lech aus. Das Kuppelfresko, die Apotheose des Heiligen Josef darstellend, malte Josef Ignaz Wegschneider aus Riedlingen. Der Altar stammt aus der Hand von Johann Joseph Christian. Die Orgel wurde von Franz Magnus Hops verziert und gefasst. Heute ist die Josefskapelle als Baudenkmal klassifiziert. Sie spielt im religiösen Leben Sigmaringens eine bedeutende Rolle. Bis ins 20. Jahrhundert pilgerten die Gläubigen alljährlich am Josefstag (19. März) zu ihr, wo die Handwerkermesse gelesen wurde. Seit der Renovierung 1975/79 finden dort im Sommer auch wieder Andachten statt. Im Jahr 2008 und 2009 ließ das Fürstenhaus Bäume auf dem Josefsberg fällen, damit der Blick auf die Josefskapelle freier wird.[55]
- Die Herz-Jesu-Kirche Gorheim gehört zum Baukomplex des früheren Franziskanerklosters Gorheim. Sie wurde 1911 im Jugendstil erbaut und hat Langhauspfeiler.
- Die St.-Gallus-Kirche in Gutenstein wurde ursprünglich im 16. Jahrhundert errichtet. Beim Umbau im Jahr 1812 erhielt sie reiche Stuckverzierungen neben den Barockaltären.
- Die neugotische Evangelische Stadtkirche an der Karlstraße ist eines der wenigen öffentlichen Gebäude, die nicht auf die Initiative des Fürstenhauses zurückgehen. Sie wurde 1857 durch den preußischen Oberbaurat Friedrich August Stüler, einen Schüler des preußischen Baumeisters Karl Friedrich Schinkel, geplant und nach Zeichnungen des Oberbauinspektors Theodor Keller 1861/62 errichtet.[56] Stüler war federführend am Wiederaufbau der Burg Hohenzollern beteiligt. Die Kirche ziert ein schlanker, nahezu freistehender Kirchturm mit oktogonalem Grundriss. Sie ist durch einen Arkadengang mit dem Pfarrhaus verbunden. Der Architekt ließ sich auf einer Italien-Reise von den dort weit verbreiteten, freistehenden Glockentürmen, genannt „campanile“, inspirieren.[34] Am 18. April 1861 wurde der Grundstein gelegt und am 14. Dezember 1862 wurde feierlich eingeweiht. Die Chorfenster sind eine Stiftung des damaligen Königs Wilhelm I. von Preußen aus dem Jahr 1863; die Jugendstilfenster im Schiff und in der Rosette eine Stiftung von Fürst Wilhelm von Hohenzollern aus dem Jahr 1911. Der Taufstein ist ein Geschenk des Erbprinzen Leopold von Hohenzollern und seiner Gemahlin, der Infantin von Portugal. Über dem Altar findet sich ein Sternenhimmel von Stüler. Die am Giebel befindlichen Kreuzblumen und die kunstvoll verzierten Fialen am Kirchturm verschwanden 1962, als Bausünden der Betonarchitektur. In den Jahren zwischen 1999 und 2000 wurde der Kircheninnenraum renoviert. Im Oktober 2009 fanden die aufwendigen Arbeiten an Sandsteingesimse und Fensterwänden, die den Originalzustand wiederherstellten, ein Ende.[57] Angemerkt sei, dass die Stadtkirche kleiner ausfiel als ursprünglich vom Architekten Stüler geplant, denn sie wurde nach preußischem Maß (Rheinfuß) geplant und nach schwäbischem Maß gebaut.[34]

#### Profanbauten

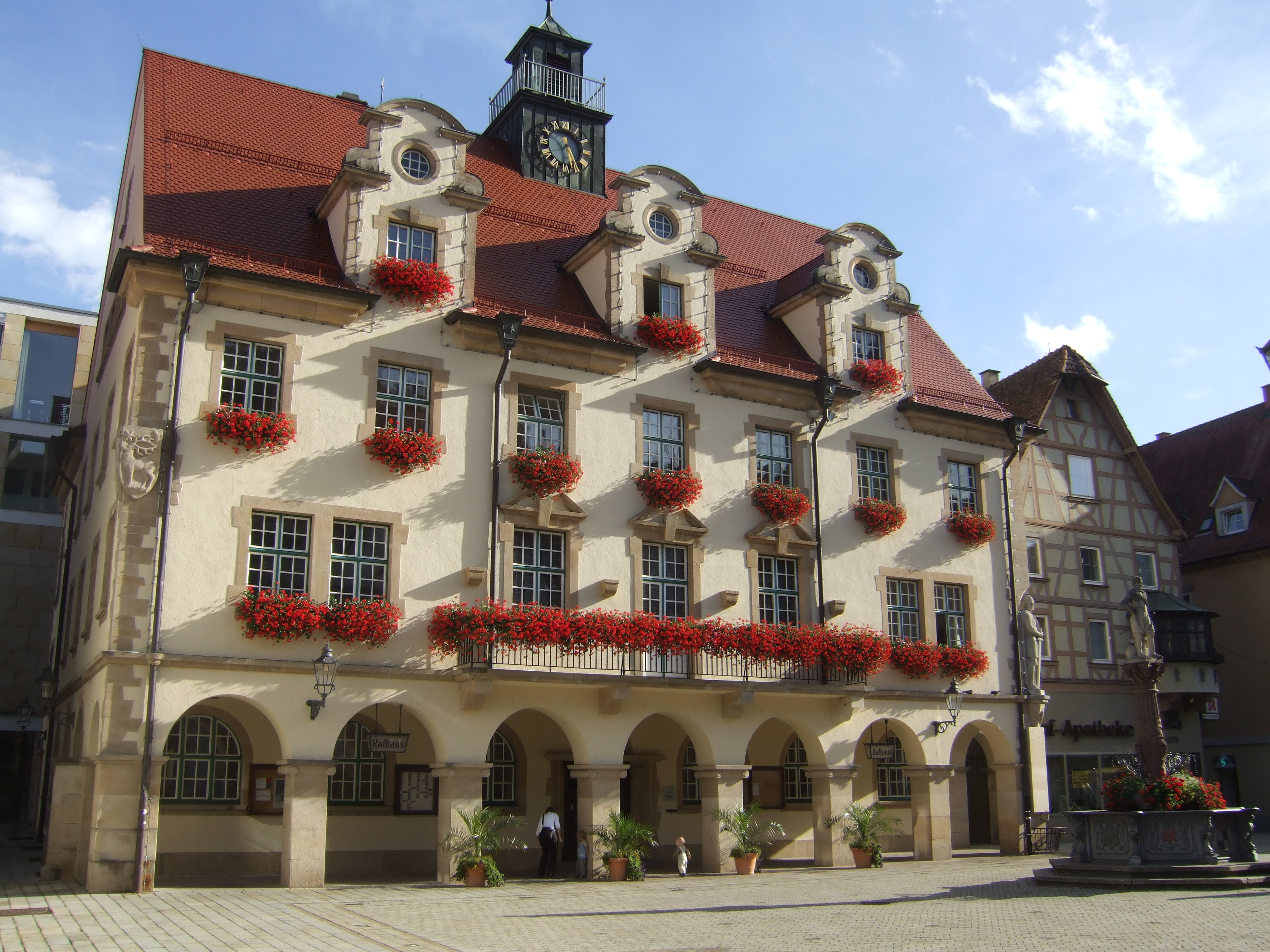
Rathaus (Hauptgebäude)

- Das Sigmaringer Rathaus, dessen Hauptgebäude in den Jahren 1925 bis 1927 nach Plänen des Architekten Friedrich Imbery aus Sigmaringen entstand, erhielt zwischen 2003 und 2004 einen Anbau. Um 1250 erhielt Sigmaringen die Stadtrechte, das erste Rathaus wurde 1454 erbaut.
  - An der Westecke des Rathauses hat der Bildhauer Franz Xaver Marmon ein Ehrenmal für die im Ersten Weltkrieg gefallenen Bürger errichtet. Es stellt den historisch nicht belegten Gründer und Namensgeber der Stadt dar, den Alemannenritter Sigmar.[58]
  - Der Marktbrunnen entstand 1826 im Hüttenwerk Laucherthal. Den Brunnen ziert eine Darstellung des Grafen Johann von Hohenzollern-Sigmaringen, der 1629 in den Fürstenstand erhoben wurde. Zur Osterzeit wird er alljährlich als Osterbrunnen geschmückt.[59]
- Der Leopoldplatz, ein Platz außerhalb der damaligen Stadtmauer gelegen, entstand unter Fürst Karl in den Jahren 1840 bis 1849 als repräsentativer Teil des Regierungs- und Verwaltungszentrums des Fürstentums. Er erhielt den Namen Karlsplatz und wurde 1910, als das Reiterstandbild des Fürsten Leopold aufgestellt wurde, in Leopoldplatz umbenannt. Die palaisartige Fassade des Beck’schen Hauses auf der Südseite, später „Deutsches Haus“ genannt, eröffnete 1840 die repräsentative Bebauung des Platzrandes, nachdem die Stadtverschönerungskommission beschlossen hatte, anstelle der Straße einen Platz zu schaffen.[60] Es folgten ab 1844 der „Neue Prinzenbau“ im Osten und ab 1846 das Ständehaus im Norden. Dieses herausragende historische Ensemble aus der ersten Hälfte des 19. Jahrhunderts ist für Hohenzollern einzigartig. Vergleichbare Anlagen in Süddeutschland gibt und gab es nur in Wiesbaden, Darmstadt und Karlsruhe, Stuttgart und München.[61] Den Leopoldplatz dominiert heute ein Reiterstandbild des Fürsten Leopold von Johannes Boese (enthüllt am 22. September 1910 in Anwesenheit Kaiser Wilhelms II.). Nach der Revolution im Jahre 1849, als Otto Wirth dort seine Proklamation gegen das Fürstenhaus verlas, wurde der Platz mit Bäumen bis auf die heutige Größe verkleinert. Im Jahre 2013 erfolgte in der „Ära Schärer“ eine Umgestaltung auf drei Ebenen, die eine barrierefreie Nutzung nicht mehr ermöglichte. Gestalterisch kamen die Haltestellen mit Wartebereich in den Vordergrund. Die mangelnde Verlegung der Bodenplatten wurde über Jahre nur provisorisch ausgebessert und hatte einen jahrelangen Rechtsstreit der Stadtverwaltung mit dem Projektentwickler zur Folge.

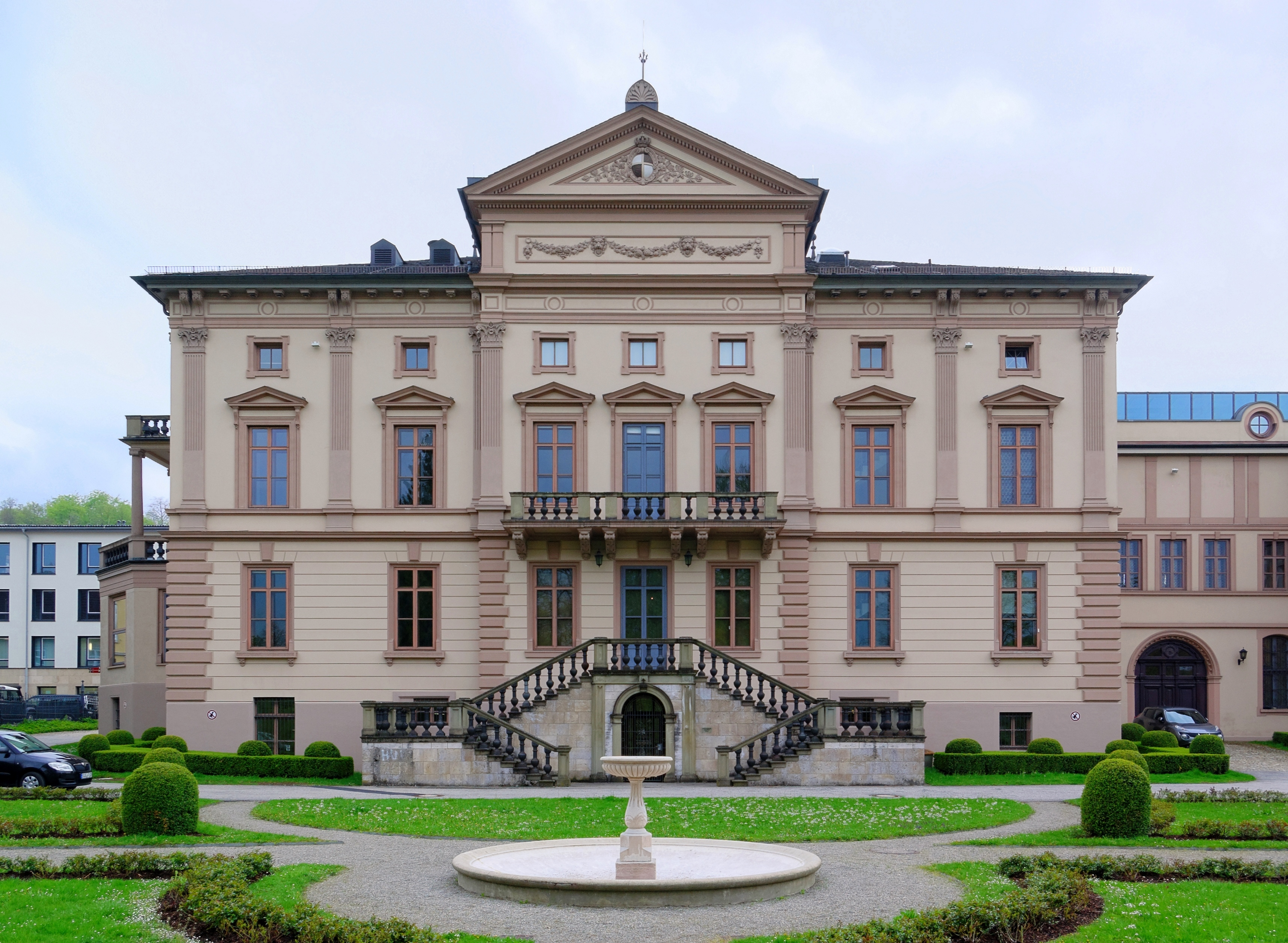
Der Prinzenbau, heute Sitz des Staatsarchivs

- - Der vom fürstlichen Bauinspektor Uhl in den Jahren 1822 bis 1825 erbaute Alte Prinzenbau war eines der ersten Häuser außerhalb der Stadt und lag im Langen Garten, der sich heute als Prinzengarten hinter den Gebäuden der Karlstraße erstreckt. Er war der Wohnsitz der Fürstin Amalie Zephyrine. Als das Land Baden-Württemberg den Prinzenbau im Jahr 1980 aus fürstlichem Besitz kaufte, entkernte man ihn für einen Umbau zum modernen Staatsarchiv Sigmaringen für den Bereich des Regierungsbezirks Tübingen. Er dient heute als Magazingebäude. Im ehemaligen Einschreibzimmer, wo man sich früher anmeldete, um Audienz beim Fürsten zu ersuchen, weist das Wappenfries auf die Bedeutung des Hauses hin. Im fürstlichen Arbeitszimmer ist heute der Lesesaal untergebracht. Für die langen Regalreihen voller Dokumente war eine besondere Statik notwendig. In den unteren Stockwerken ist die Restaurierungswerkstatt untergebracht.[62]
  - Der Neue Prinzenbau wurde von 1842 bis 1847 nach den Plänen des Bauinspektors Bröm mit neogotischen Elementen und einer der ersten Warmwasserheizungen Europas errichtet. Die historischen Räume aus dem 19. Jahrhundert ermöglichen einen Einblick in die zeitgenössische Wohnkultur der fürstlichen Familie. Nach vielen aufwendigen Umbauten beherbergt der Gebäudekomplex heute ebenfalls das Staatsarchiv. Neben den Schauräumen (Gartensaal, Spiegelsaal, Schwarzer Saal und ehemalige Kapelle mit ihren Holzskulpturen) beherbergt der Prinzenbau historische Dokumente. So ist die Rheinbundakte von 1806 mit der Schaffung der damaligen deutschen Mittelstaaten mitverantwortlich für die heutige Bundesländereinteilung. Insgesamt verwahrt das Staatsarchiv Sigmaringen über 19 Kilometer Unterlagen von historischem Wert, darunter auch die Königsurkunden, handkolorierte Karten und Fotos zur südwestdeutschen Geschichte.[63] Die gut klimatisierten Magazinräume sind normalerweise für die Öffentlichkeit nicht zugänglich.[64]

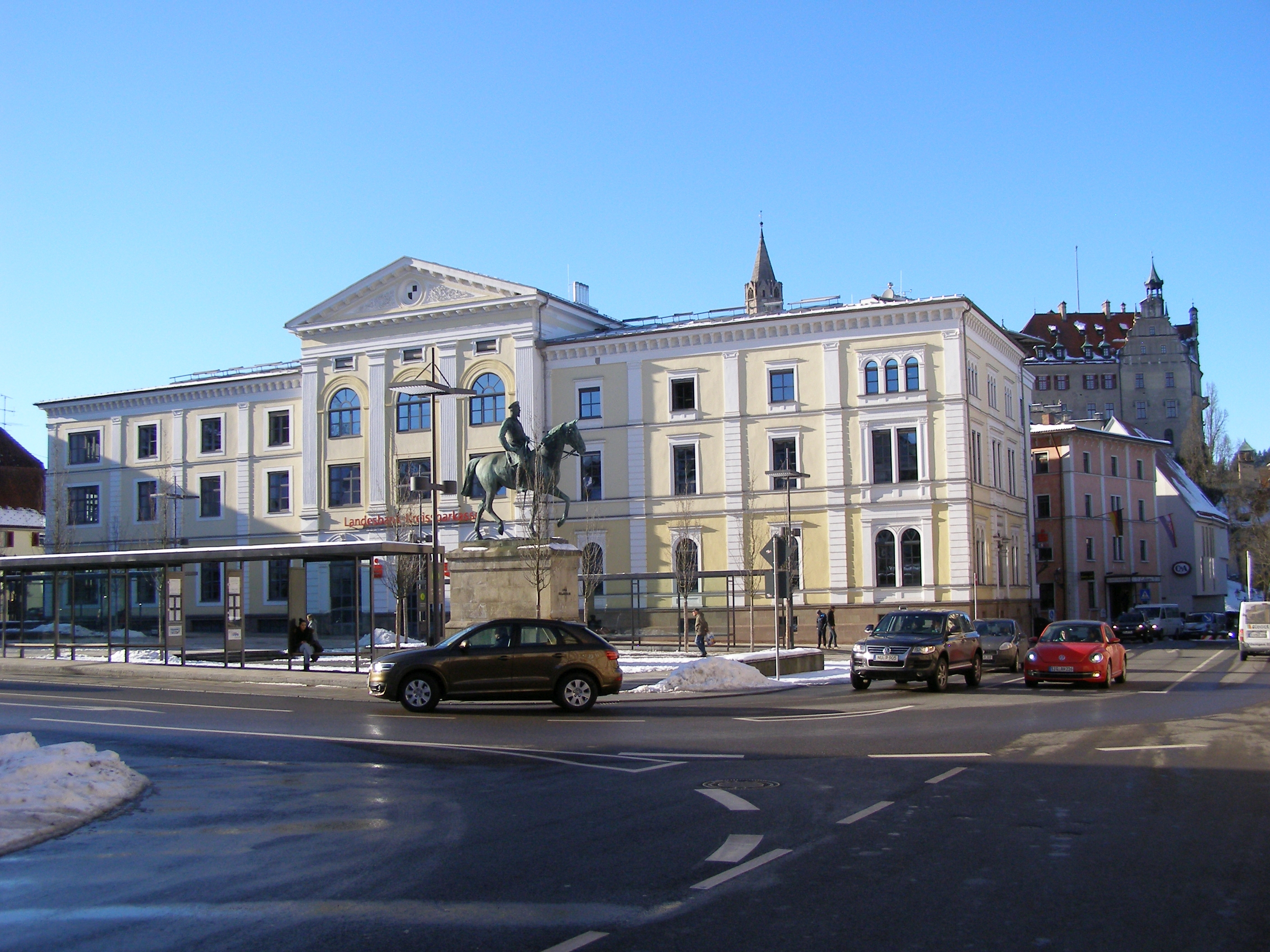
Ehemaliges Ständehaus am Leopoldsplatz

- - Das Ständehaus wurde in den Jahren 1846 bis 1848 nach den Plänen des Werkmeisters Wilhelm Laur erbaut und erhielt seinen Namen nach dem Ständesaal und nach seiner einstmals geplanten Bestimmung als Landtagsgebäude. Die Verfassung von 1833 sah eine landständische Vertretung vor. Das im Jahr 1999 grundlegend sanierte Gebäude beherbergt heute die Hohenzollerische Landesbank Kreissparkasse Sigmaringen.[65]
  - Das Deutsche Haus war ein historisches Gebäude, dessen Bausubstanz jedoch nicht unter Denkmalschutz stand. Es rundete das historische Ensemble des Leopoldplatzes ab. Einst war es das erste Hotel der Stadt. Hier gastierten hohe Persönlichkeiten wie der deutsche Kaiser Wilhelm I. Noch im Jahr 1972 hieß das Haus Hotel d'Allemagne. Nach diversen Nutzungen war vom alten Glanz nichts mehr übrig – es wurde als nicht mehr erhaltenswert eingestuft. Die GSW Gesellschaft für Siedlungs- und Wohnungsbau Baden-Württemberg mbH – Bauträgerunternehmen des VdK – gab im April 2009 den Abriss des Gebäudes bekannt,[66] der 2011 ausgeführt wurde.[67][68]
- Das ehemalige Museum (Fürst-Wilhelm-Straße 12): Bei diesem historischen Gebäude, das den heutigen Mittelbau des Sparkassen-Dienstleistungszentrums Hofgarten bildet, handelte es sich ursprünglich um das Museum, das Fürst Leopold von Hohenzollern 1890 in neobarockem Stil erbauen ließ. Zu der damaligen Zeit war die Sigmaringer Museumsgesellschaft eine gesellschaftliche Institution, die die Honoratioren der Stadt zusammenbrachte. Ursprünglich war das eine Lesegesellschaft des Bildungsbürgertums, die aber auch ein reges geselliges Leben organisierte. Diese Gesellschaft hatte bis 1935 ihren Sitz in dem Museum, mit einem prächtigen Fest- und Ballsaal im ersten Obergeschoss, mit einem Tennisplatz vor dem Gebäude, und Gesellschaftsräumen im Erdgeschoss, sogar mit einer Schänke und einer Kegelbahn. An den fürstlichen Bauherrn erinnert das Wappen in der Mittelachse unter dem kleinen Giebelbogen, eine ovale Kartusche mit der silbern-schwarzen Hohenzollern-Vierung. Darunter sind in einem Schmuckprofilrahmen zwei verschlungene Initialen angebracht, L und A. Das L steht für Leopold Fürst von Hohenzollern-Sigmaringen, das A steht für seine Frau, Antonia Maria von Portugal.[69]

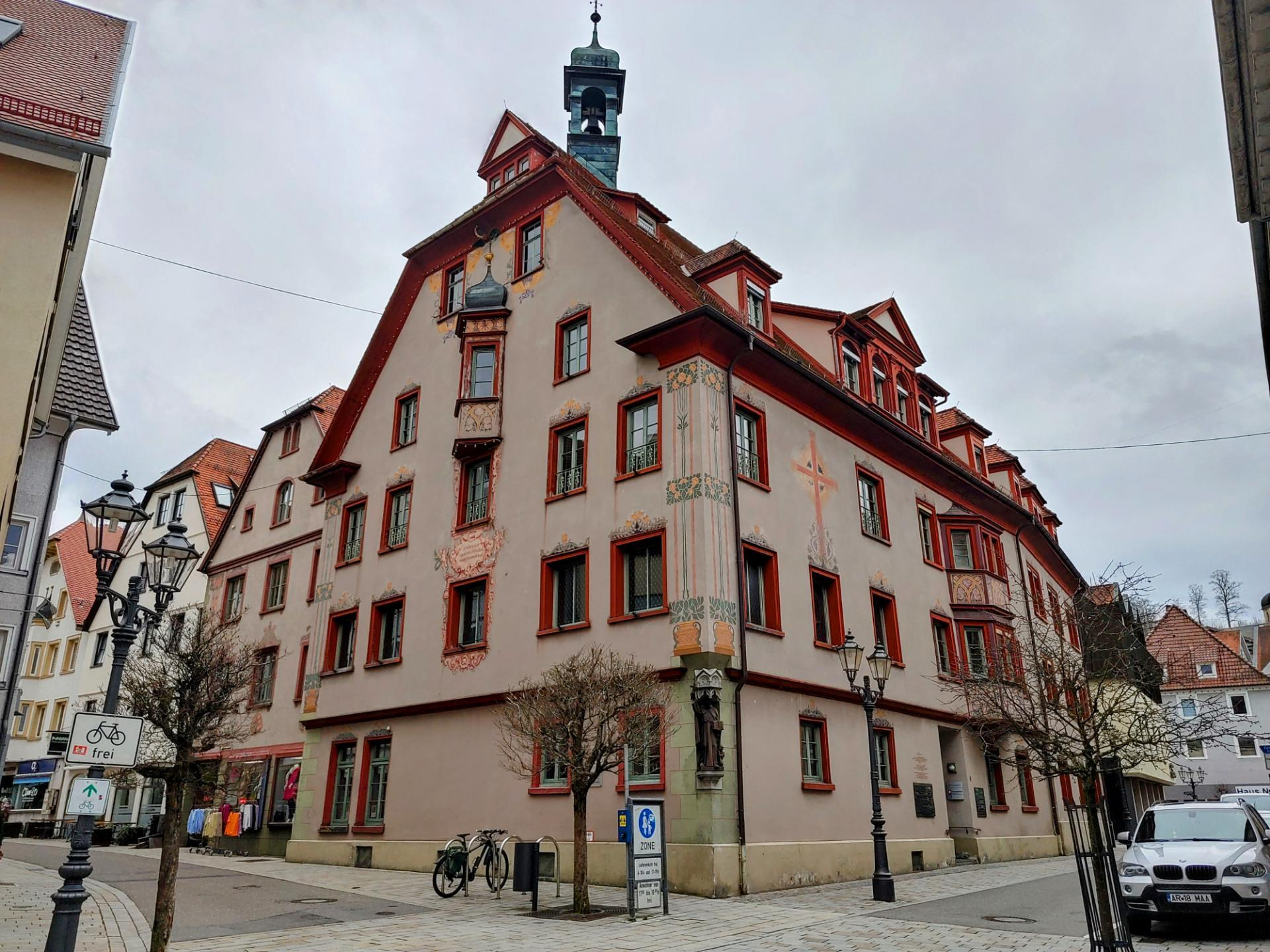
Fidelishaus

- Das Fidelishaus erinnert an den heiligen Fidelis von Sigmaringen, der nach der Überlieferung hier als Markus Roy (1578–1622) geboren und aufgewachsen sein soll. Der heilige Fidelis ist Erstlingsmärtyrer des Kapuzinerordens. Die Fidelisverehrung entwickelte sich, ausgehend von Sigmaringen, in ganz Hohenzollern und hielt sich bis in die Gegenwart. In der Hauskapelle befinden sich die Fideliskanzel aus Seewis, die Pfarrer Thomas Geiselhart 1884 bei seiner Wallfahrt zu den Wirkungsstätten des Heiligen Fidelis in Vorarlberg und in Graubünden erworben hatte, sowie zwei gefasste Fidelisreliquien und mehrere qualitätvolle Tafelbilder aus dem 16. Jahrhundert. Das Fidelishaus fand Verwendung als Knabenseminar St. Fidelis, Altersheim und schließlich als Sitz von kirchlichen Dienststellen.[70]
- Die heutige Bilharzapotheke an der Kreuzung Anton-/Josefinenstraße erinnert an das Geburtshaus der Brüder Alfons (1836–1925) und Theodor Bilharz (1825–1862), welches an selber Stelle stand.
- Hoftheater: Das im Jahr 1826 von Fürst Anton Alois erworbene und zum Theater umgebaute Gebäude bot damals Platz für 149 Zuschauer. Bis zum Jahr 1949 fanden hier mit kurzzeitigen Unterbrechungen Aufführungen unter den Fürstlich Hohenzollerischen Theaterdirektoren statt. Danach diente es als Kino bzw. als Kultur-Veranstaltungsort.
- Gebäude mit langer Tradition sind die Hofkonditorei Café Seelos und die ehemalige Hof-Apotheke (neben dem historischen Rathaus), die einst älteste Apotheke der Region, sie beherbergt heute das städtische Tourismus-Büro.

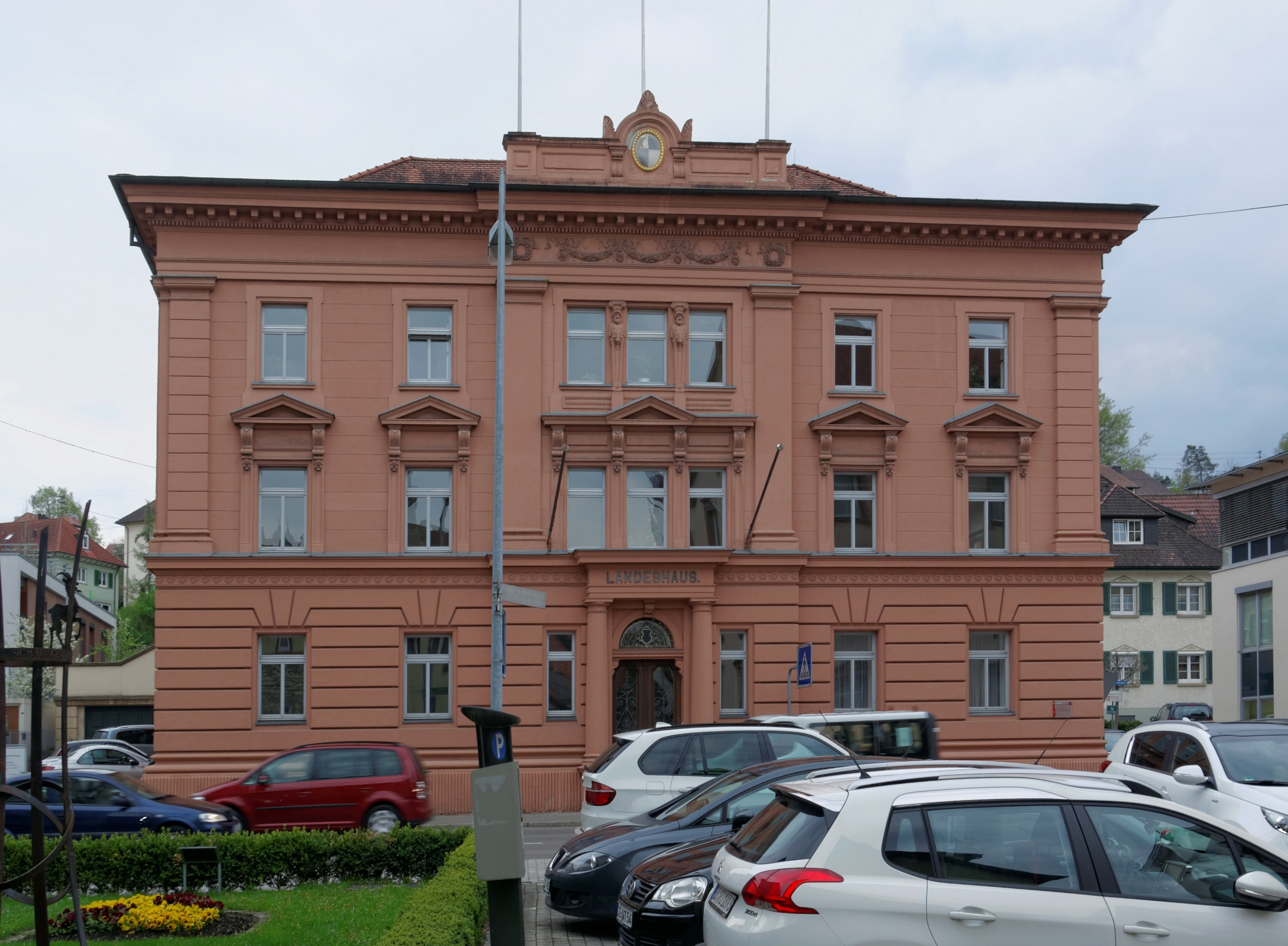
Landeshaus

- Das Landeshaus in der Antonstraße ist ein neoklassizistisches Gebäude, das mit einer Unterbrechung bis 1973 Sitz des Hohenzollerischen Landeskommunalverbandes, des Kommunallandtags und des Landesausschusses war. Der Landesausschuss war unter anderem zuständig für Armenwesen, Straßenwesen, das Fürst-Carl-Krankenhaus, die Hohenzollerische Landesbahn und die Kultur- und Wirtschaftspflege.
- In der Karlstraße 32 befindet sich das ehemalige Fürstlich Hohenzoller’schen Haus- und Domänenarchiv, ein im französischen Klassizismus erstelltes Gebäude aus dem Jahr 1873. In der Vichy-Zeit war das Gebäude Sitz der Deutschen Botschaft Paris unter Botschafter Otto Abetz. Das eingetragene Baudenkmal wurde durch die GSW saniert und einer neuen Nutzung als Wohn-, Büro- und Praxishaus zugeführt. Das Fürstliche Hausarchiv lagert als Depositum im Staatsarchiv Sigmaringen und wird von diesem verwaltet.
- Oberhalb des Hedinger Friedhofs befand sich die heute abgegangene Burg Suggenstein. Sie ist geschichtlich mit den Herren von Volkwein verbunden.[71][72] 1904 wurde auf dem rund 3,2 Hektar großen Gelände ein Gebäude mit schlossartigem Charakter erbaut, das Schloss Baelchenstein oder Landhaus Baelchenstein genannt wird. In den Jahren 2004/2005 erfolgte eine umfassende Generalsanierung.
- Die Brauereigaststätte „Zoller–Hof“ in der Leopoldstraße 42 wurde im Jahr 1845 unter Carl Fidelis Graf erbaut und diente als Hausbrauerei und Pferdestation vor den Stadtmauern von Sigmaringen für den Albaufstieg. Unter Paul Graf wurde 1934 die Brauereigaststätte umgebaut und die gesamte Brauerei in neue Gebäude verlegt. In der Vichy-Zeit war das Gebäude Sitz der Japanischen Botschaft unter Botschafter Takanobu Mitani (jap. 三谷隆信), die am 18./19. April 1945 verabschiedet wurde.
- Die Stadthalle wurde 1930 nach Plänen des Stadtbaumeisters Paul Kleck aus den Jahren 1928/29 erbaut.[73] 2011 wurde sie für rund 9 Mio. Euro erweitert, umgebaut und technisch aufgerüstet.
- Haus Nazareth: Am 21. Oktober 1859 zog Pfarrer Thomas Geiselhart nach der heiligen Messe mit sechs Waisenkindern und einer barmherzigen Schwester vom Heiligen Vinzenz von Paul nach „Bethlehem“, wie er das für die Waisen gemietete, dem Fürst-Karl-Landesspital gegenüber liegende „Josef Mohr’sche Haus“ nannte. Nach zwei Jahren kaufte er das Anwesen des Josef Löhle auf dem Brunnenberg und nannte es „Nazareth“. Das heutige „Haus Nazareth“, ein Erzbischöfliches Kinderheim mit familienähnlichen Wohngruppen, wurde 1867 gebaut.[53] Die Jugendhilfeeinrichtung feierte im Jahr 2009 ihr 150-jähriges Bestehen.[74] Das ehemalige Waisenhaus ist eng mit der Geschichte Hohenzollerns verbunden. Die kirchliche Einrichtung ist mit über 300 Mitarbeitern der größte Jugendhilfeträger in den Landkreisen Sigmaringen und Zollernalb.[65][75] Im Haus Nazareth befindet sich eine Kapelle, die zugleich letzte Station eines Kreuzweges ist. Den Kreuzweg zu bauen, hatten die Jesuiten 1850 bei einer Volksmission in Sigmaringen angeregt. Geiselhart setzte die Idee 1868 um, gab den Sigmaringer Kreuzweg in Auftrag und finanzierte ihn aus Spenden des Kreuzwegfonds.[76] Die 1869 errichteten Kreuzwegstationen aus Kalktuffstein mit profilierter Verdachung aus Sandstein tragen eingelassene Gusstafeln mit vergoldeten Darstellungen.[77]
- Das Kreuz des Ostens, ein Gedenkstein auf dem Brenzkofer Berg, ist den Opfern der Vertreibung gewidmet[53] und wurde 1976 errichtet. Eine Inschrift gibt weiter Auskunft: „Der Heimat die Treue. 1945–1948 Vertreibung der Deutschen aus Baltikum, Danzig, Wartheland, Ostpreußen, Westpreußen, Pommern, Ostbrandenburg, Memelland, Schlesien, Sudetenland, Galizien, Zips, Buchenland, Bessarabien, Batschka, Banat, Siebenbürgen, Syrmien, Schwäbischer Türkei.“ Zwei Millionen Schicksale stehen hinter diesen Namen.[78]
- Kriegerdenkmal Sigmaringen, Kuppelbau aus Kalkbruchsteinen des Münchner und Laizer Künstlers Josef Henselmann
- Der sogenannte Vierjahreszeitenbrunnen, ein Trinkwasserbrunnen in der Fußgängerzone der Schwabstrasse mit vier Bronzefiguren, die ebenfalls vom Bildhauer Josef Henselmann geschaffen wurden und die Jahreszeiten symbolisieren.
- Das zentrale Gebäude des Landratsamts Sigmaringen wurde in den Jahren 1844 bis 1847 als Landesspital erbaut. Es wurde nach seinem Förderer Fürst Karl von Hohenzollern-Sigmaringen Fürst-Carl-Landeskrankenhaus genannt, im Treppenhaus steht noch seine Porträtbüste. Die Stiftertafeln im ursprünglichen Eingangsbereich des ehemaligen Krankenhauses, der Mittelachse des Hauptgebäudes, zeugen davon, dass dieser Krankenhausbau nicht ohne die Stiftungen des damaligen Erbprinzen und späteren Fürsten Karl und weiterer Angehöriger des Hauses Hohenzollern wie auch anderer Wohltäter möglich war. Das Landesspital wurde dann permanent baulich erweitert. Zwischen 1857 und 1907 wurden im Außenbereich diverse Nebengebäude errichtet. Medizinisch modernisiert wurde die Anstalt in den 1920er-Jahren. Es folgt die Nachkriegszeit bis zum Übergang der Verwaltung der Krankenhausstiftung in die Trägerschaft des Landkreises Sigmaringen 1963. Somit wurde das alte Landesspital zum Kreiskrankenhaus. Mit Neubau und Inbetriebnahme des neuen Kreiskrankenhauses 1979 endete diese Phase. Im Februar 1981 fasste der Kreistag den Beschluss zum Umbau des zusammenhängenden Komplexes des Haupt- und Wirtschaftsgebäudes in den Sitz der Landkreisverwaltung. So wurde zum Beispiel die frühere Krankenhauskapelle, die sich mit Empore über zwei Stockwerke erstreckt, in mühevoller Kleinarbeit restauriert und dient heute als „Kleiner Sitzungssaal“. Unter dem damaligen Landrat Dirk Gaerte entstand ein Erweiterungsbau, der 2014 bezogen wurde.[79][80][81]
- Ein 2005 geschaffener Gedenkstein auf dem Gelände des heutigen Landratsamtes erinnert an die Opfer der nationalsozialistischen Krankenmorde, insbesondere die 90 ermordeten behinderten und chronisch kranken Psychiatriepatienten des damaligen Fürst-Carl-Landeskrankenhauses. Zum 65. Jahrestag des ersten Transports wurde der Gedenkstein am 12. Dezember 2005 errichtet. Er befindet sich in der Nähe des Anna-Hauses, heute Pflegeheim der Kliniken Landkreis Sigmaringen GmbH für chronisch psychisch kranke Menschen.[19]
- Die Eisenbahnbrücke der Hohenzollerischen Landesbahn in der Au ist eine über die Donau gespannte Konstruktion aus dem Jahr 1907. Die Dreigelenk-Bogenbrücke in Stampfbeton wurde vom hohenzollerischen Landbaumeister Max Leibbrand (1851–1925) entworfen und wurde 2003 für 800.000 Euro behutsam saniert. Erhalten blieben das Tragverhalten sowie das Erscheinungsbild des 60 Meter langen Kulturdenkmals. Die Fahrbahn verläuft zwölf Meter über der Donau in einer Kreiskurve.[82]
- Das ehemalige Weichenwärterhaus in der Bahnhofstraße 1 ist Teil des denkmalgeschützten Bahnhofsensembles.

### Bauwerke (Teilorte bzw. außerhalb der Kernstadt)

#### Gorheim

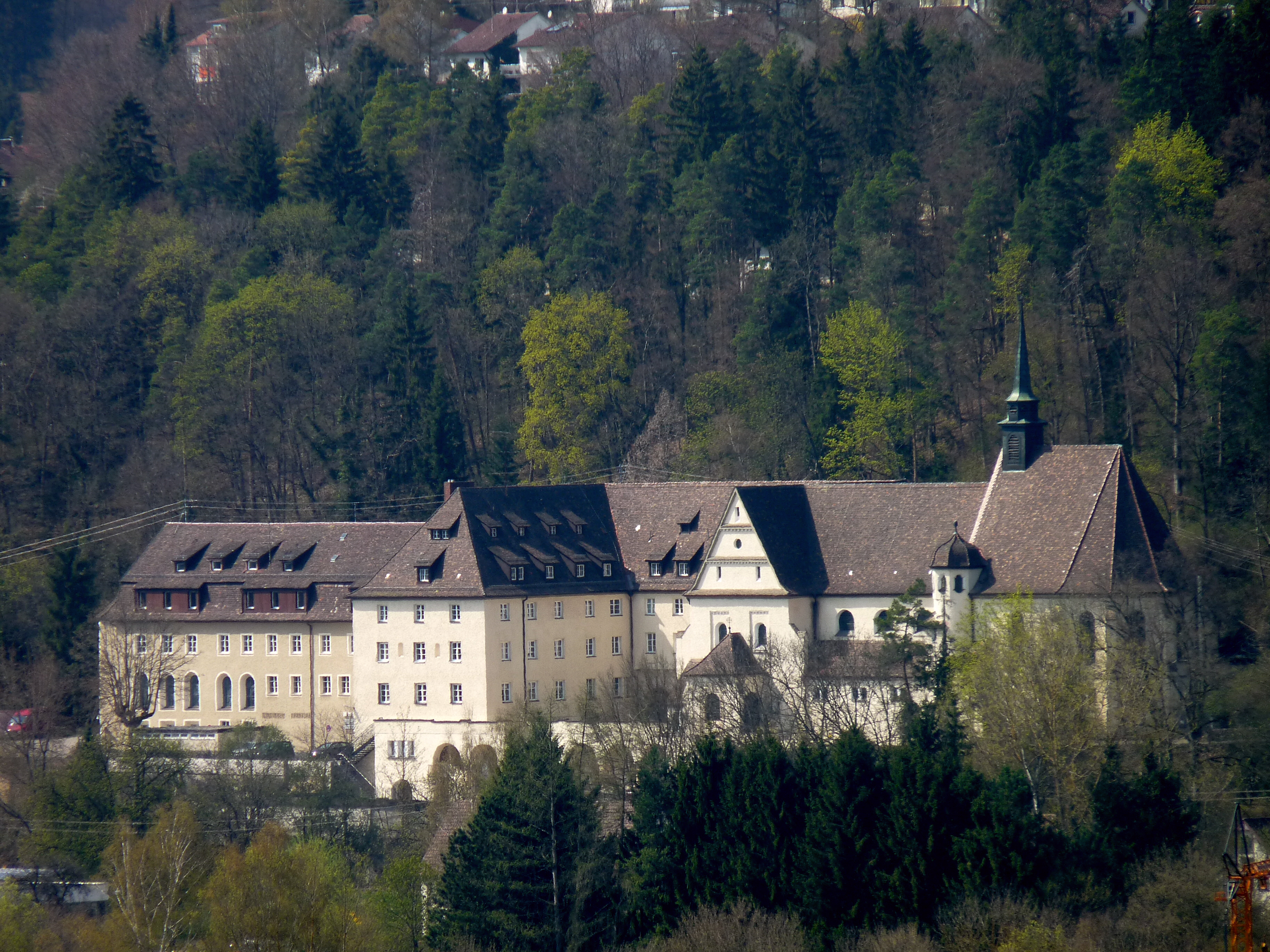
Kloster Gorheim

Das im 14. Jahrhundert gegründete Kloster Gorheim ist heute ein überregional bekanntes Bildungszentrum.

#### Laiz
- Der Chor der Wallfahrtskirche St. Peter und Paul in Laiz stammt aus dem 12. Jahrhundert. Die Weihe ist in das Jahr 1308 datiert. Malereien der Familie Strüb aus Veringenstadt (Meister von Veringen bzw. Meister von Sigmaringen), der lebhafte Rokoko-Gnadenaltar sowie das gotische Vesperbild lassen St. Peter und Paul als „Kulturdenkmal von besonderer Bedeutung“ erscheinen. Ehemals war die Stadt Sigmaringen hier eingepfarrt.[83]
- Der Millenniumbrunnen in Laiz wurde im Jahr 2000 von der Bildhauerin Ursula Stock gestaltet.

#### Oberschmeien

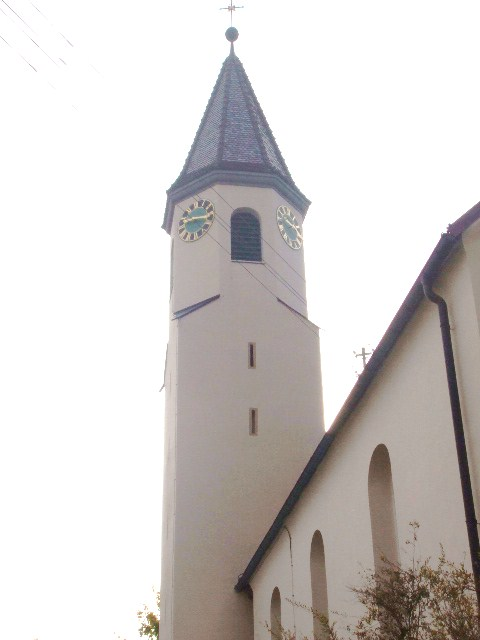
Pfarrkirche Oberschmeien

- Der Chor und Turm der Kirche St. Georg im Ortsteil Oberschmeien stammen aus dem 14. Jahrhundert, das Schiff aus dem Jahr 1787 und die Deckenfresken aus dem 15. Jahrhundert. Das Kruzifix wurde von Franz Magnus Hops geschaffen.
- Nördlich von Oberschmeien auf der rechten Schmeienseite liegt die Ruine der durch Ritter Burkard von Weckenstein erbauten frühmittelalterlichen Burg Weckenstein.
- Zwischen Ober- und Unterschmeien liegt die Ruine der ehemaligen Burg Schmeien.

### Parks
Der Prinzengarten, der zwischen Karlstraße und Bahnhofstraße liegt, entstand als Teil der erbprinzlichen Residenz um 1845 im Anschluss an das 1842–1848 errichtete Stadtschloss des Erbprinzen Karl Anton, den Neuen Prinzenbau. Zuvor lagen dort Obst- und Krautgärten fürstlicher Bediensteter. Erst unter dem Erbprinzen Leopold fand der Prinzengarten durch Heinrich Grube (1840–1907), der in Berlin bei den berühmten Gartenkünstlern Legeler und Lenné ausgebildet wurde, ehemals Direktor der kaiserlichen Gärten in Mexiko und später in Aachen Gartendirektor war, seine heute noch erkennbare Gestalt in dem für jene Zeit typischen gemischten Stil: Im Anschluss an den Prinzenbau liegen regelmäßige, geometrisch gestaltete Parterreanlagen mit blühenden Stauden und Gehölzen, Brunnen und Grotte, und nach Süden hin schließt der Landschaftspark an mit Haupt- und Nebenwegen, die teils an den offenen Räumen entlangführen, teils diese queren; Baum- und Gebüschgruppen befinden sich dort und ein künstlich angelegter Weiher vor Felspartien. Im Detail erfuhr der Garten bis auf den heutigen Tag immer wieder Veränderungen durch neue Wegeführungen und neue Pflanzungen sowie durch Erweiterungen oder Flächenverluste. Der Prinzengarten ist Teil eines Systems der fürstlichen Grünanlagen, das ehemals von Gorheim im Westen über Brenzkoferberg und Mühlberg im Norden, die Schlossanlagen, den Hofgarten, den Prinzengarten und den Leopoldplatz im Zentrum, die Au im Osten und im Süden bis zum Josefsberg und der Buchhalde reichte. Er ist seit 1974 der Öffentlichkeit zugänglich und ist seit 2013 Teil des „Grünprojekts Sigmaringen“, einer kleinen Landesgartenschau. Hierzu wurden im März und Oktober 2007 die historischen Sichtachsen im Park zum Schloss und zum Prinzenbau wieder freigeschnitten und Grünflächen angelegt. Dies war eine gemeinsame Aktion des Fürstenhauses, der Stadt und des Landesamts für Denkmalschutz. Der historische Bestand an Bäumen und Sträuchern blieb von den Maßnahmen verschont, so dass sich das Gesamtbild erhielt. Die Gesamtkosten für das Grünprojekt sind auf 5,5 Millionen Euro taxiert, Landeszuschüsse fließen in Höhe von 2,7 Millionen Euro. Die Stadt selbst muss für 2,8 Millionen Euro aufkommen. Die Karlstraße ist eine frühere Allee, die in fast gerader Linie vom Schloss zum ehemaligen Kloster Hedingen führt und an der später viele Regierungs- und Verwaltungsgebäude errichtet wurden. Wegen der vielen Frack- und Zylinderträger wurde die Karlstraße im Volksmund auch gern „Zylindergasse“ genannt.
Zu erwähnen ist auch der Fürstliche Park Inzigkofen drei Kilometer donauaufwärts in der Nachbargemeinde Inzigkofen. Er ist ein 1811–1829 errichteter, 25 Hektar großer Landschaftsgarten im Stil der Romantik mit kulturhistorisch bedeutsamer Gartenarchitektur. Seine Bauten wie Teufelsbrücke, Eremitage oder Känzele wurden in das Steilufer am Ausgang des Donaudurchbruchs integriert.

### Naturdenkmäler

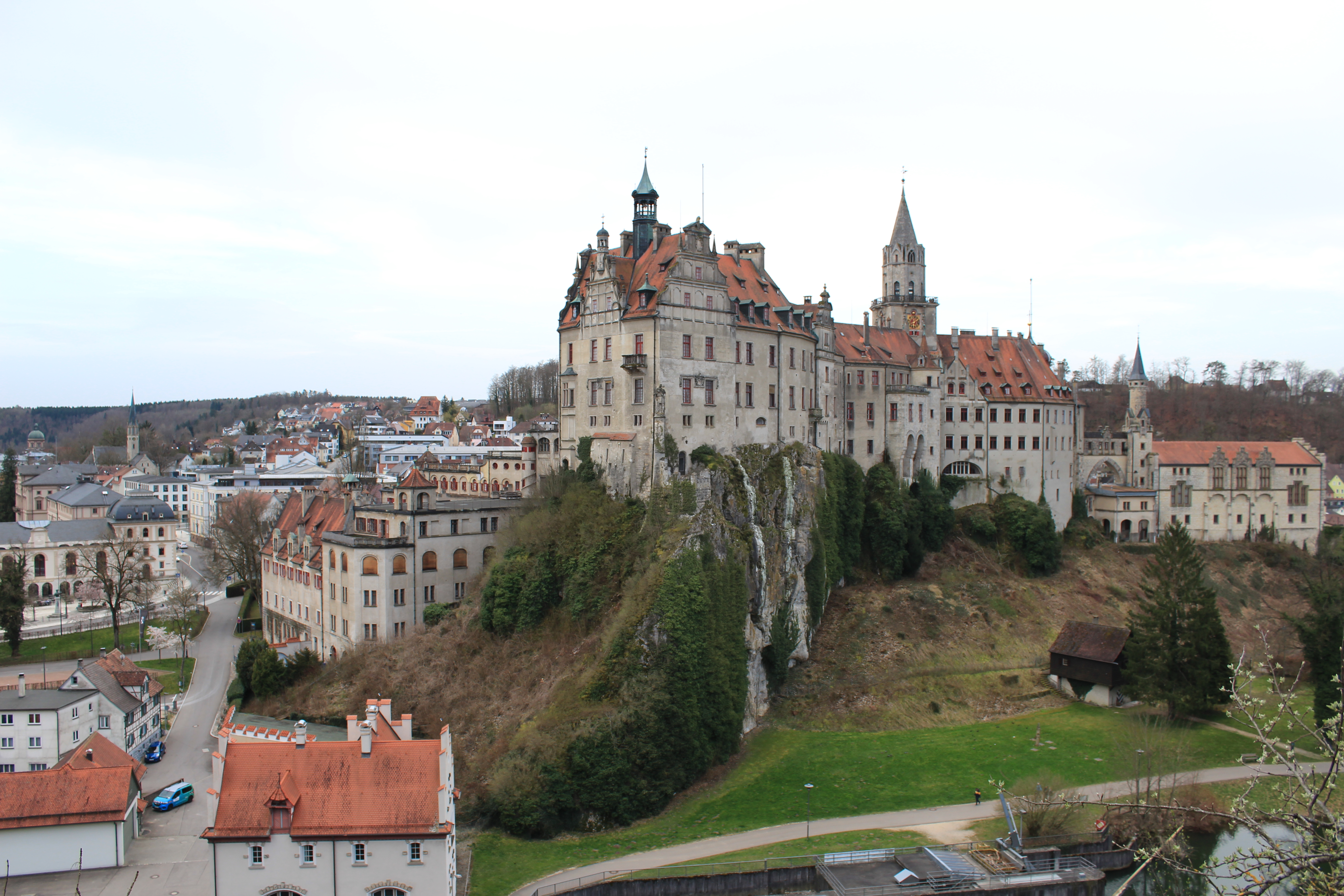
Blick vom Mühlberg

- Dem steil zur Donau abfallenden Kalksteinsockel des Schlossberges gegenüber liegt der Mühlberg mit dem Panthelstein. Dieser entstand 1828, als Fürst Anton Alois durch Sprengungen einen Weg um den Mühlberg herum anlegen ließ, um damit dort die Voraussetzungen für einen Wanderweg, die Bahnlinie und eine Straße zu schaffen. Den Panthelstein ziert ein Rehbock aus Bronze, eine Stiftung des preußischen Majors und Wehrbereichsleiters Eugen Panthel. Die Tierplastik erinnert an einen jungen Bock, der nach Bau der Eisenbahnbrücke von 1828 vom Mühlberg auf diesen Felsen gesprungen sein soll. Der exakt 600 Meter hoch liegende Aussichtspunkt am Mühlberg bietet einen guten Blick auf das Schloss, die Donau und Teile der Stadt.[86]

### Sport
Der Turnerbund Sigmaringen ist mit rund 900 Mitgliedern der größte Sportverein der Stadt und bietet ein breites Angebot von Breitensport, Volleyball, Basketball, Handball, Versehrtensport und Leistungsturnen. Sigmaringen war Gastgeber des Landeskinderturnfests im Juli 2015. Der Sport-Club Sigmaringen ist der älteste Kampfsportverein in Sigmaringen und engagiert sich im Judosport. In den Einzelmeisterschaften waren Sportler bereits auf der Deutschen Meisterschaft vertreten.
Außerdem gibt es einen Tennisverein mit Tennishalle, einen Skiclub und den Golf-Club Sigmaringen im nahen Inzigkofen.

### Regelmäßige Veranstaltungen
- In Sigmaringen gibt es dreimal wöchentlich einen Markt: Dienstags, donnerstags und samstags bauen Händler rund um das Rathaus ihre Stände auf. Die Anbieter sind überwiegend Direktvermarkter.[87]
- Fasnacht mit dem historischen Bräuteln, welches
  - bei der Loizer Fasnet (Laizer Fasnacht) am Morgen des Fasnetsmontags (Rosenmontag),
  - bei der Sigmaringer Fasnet am Fasnetsdienstagmorgen stattfindet.
- Sigmaringer Stadtfest jeweils am letzten Juniwochenende
- Promenadenfest entlang der Donau am ersten Augustwochenende
- Französischer Markt im August
- Das Fest der Kulturen im Oktober
- Sigmaringen on Ice – Eislauffläche im Dezember bzw. Januar in der Innenstadt
- Landknechtlager in Laiz: Das Fest nimmt Bezug auf die Eroberung von Stadt und Schloss Sigmaringen im Dreißigjährigen Krieg durch schwedische Truppen und die anschließende Befreiung durch die kaiserlichen wallensteinschen Truppen. Die Söldnerheere lagerten damals in den „Laizer Weiden“. Seit 1968 wird deshalb alle zwei Jahre am historischen Ort von den Laizer Landsknechten mit passender Kleidung und Gebrauchsgegenständen ein Fest gefeiert.

## Wirtschaft und Infrastruktur

### Regional-divergierende Bezüge
Bedingt durch die Kreisreform 1973 und die Neubildung des Landkreises Sigmaringen mit seinen zahlreichen territorialen Änderungen gibt es keine Hauptbezugspunkte der traditionellen Zugehörigkeit:
- Sigmaringen gehört zum Industrie- und Handelskammerbezirk Bodensee-Oberschwaben mit Sitz in Weingarten.
- Die zuständige Handwerkskammer und die Bezirksärztekammer sind in Reutlingen.
- Das zuständige Staatliche Schulamt hat seinen Sitz in Albstadt.
- Das ehemals selbständige Polizeipräsidium war von 2014 bis 2020 Teil des Polizeipräsidiums Konstanz und gehört seitdem zu Ravensburg.
- Die zuständige Staatsanwaltschaft hat ihren Sitz in Hechingen.
- Die Hochschule Albstadt-Sigmaringen gehört zur Hochschulregion Tübingen-Hohenheim.
- Die beiden römisch-katholischen Sigmaringer Seelsorgeeinheiten Laiz-Leibertingen und Sigmaringen sind jeweils Teil des Dekanats Sigmaringen-Meßkirch und der Erzdiözese Freiburg. Die protestantische Kirchengemeinde Sigmaringen gehört zur evangelischen Landeskirche Württemberg in Stuttgart.
- Sigmaringen liegt im Naturpark Obere Donau, der seinen Sitz in der Gemeinde Beuron hat. Die Oberschwaben Tourismus GmbH mit ihrem Sitz in Bad Schussenried und ihrem Slogan „oberschwaben allgäu – Ferienland zwischen Donau und Bodensee“ soll wieder eine neue touristische Ausrichtung signalisieren, obwohl der Donaubergland-Tourismusverband in Tuttlingen wesentlich mehr Präsenz im Gebiet des Naturparkes Oberer Donau und somit in den Teilorten Gutenstein, Laiz, Ober- und Unterschmeien hätte.
- Die örtlichen Narren- bzw. Fasnachtsvereine gehören zur Vereinigung Freier Oberschwäbischer Narrenzünfte e. V. mit Sitz in Herbertingen.
- Der regionale Verkehrsverbund Neckar-Alb-Donau (naldo) gehört zum Gebiet „Metropolticket Stuttgart“ und hat seinen Sitz in Hechingen.

### Verkehr

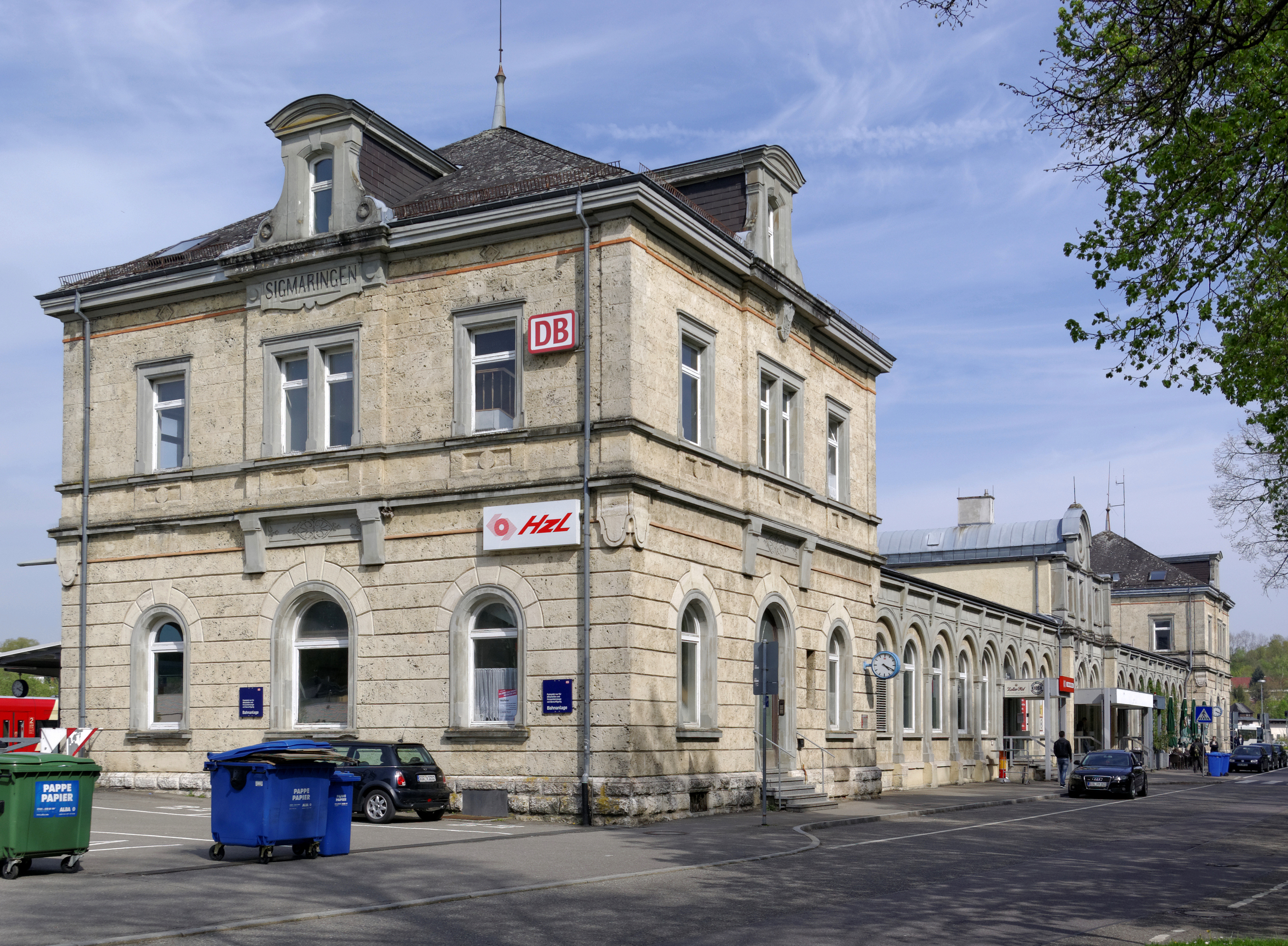
Bahnhof Sigmaringen

#### Schienen- und Busverkehr
Im Bahnhof Sigmaringen enden drei Bahnstrecken: die Strecken aus Ulm, aus Tübingen und aus Engstingen. Eine vierte war die 1969 stillgelegte Bahnstrecke Krauchenwies–Sigmaringen, die eine Verbindung zur Hegau-Ablachtal-Bahn herstellte.
Der öffentliche Nahverkehr wird durch den Verkehrsverbund Neckar-Alb-Donau (NALDO) organisiert. Sigmaringen war 1992 eine der ersten Kleinstädte mit eigenem Stadtbussystem. Mit rund 775.000 Fahrgästen im Jahr gilt es als eines der erfolgreichsten Netze in einer deutschen Kleinstadt.

#### Radverkehr
Über Alltagsradrouten aus dem Radnetz Baden-Württemberg ist Sigmaringen
- über Sigmaringendorf und Scheer mit Mengen und
- über Winterlingen mit Albstadt verbunden.

Sigmaringen liegt an einigen nationalen und internationalen Fernradwegen:
- Der Donauradweg führt von Donaueschingen über Passau, Wien und Budapest bis zur Mündung in das Schwarze Meer. Er wird zwischen Tuttlingen und Passau auch als EuroVelo-Route EV6 und als D-Route 6 geführt.[90][91] Er verbindet Sigmaringen mit dem Ortsteil Laiz, mit Inzigkofen, mit dem Ortsteil Gutenstein und der Gemeinde Beuron sowie in der anderen Richtung mit Sigmaringendorf, Scheer und Mengen.
- Der Hohenzollern-Radweg[92] verläuft vom Bodensee über die hohenzollerischen Städte Sigmaringen und Hechingen und über Rottenburg am Neckar und Esslingen nach Weinstadt im Rems-Murr-Kreis. Er verbindet Sigmaringen über Laiz, Inzigkofen und dessen Ortsteile Vilsingen und Engelswies mit Meßkirch sowie in der anderen Richtung über Sigmaringendorf, dessen Ortsteil Laucherthal, Bingen und dem Sigmaringer Ortsteil Jungnau mit Veringenstadt.

Entlang der Zollernalbbahn führt ein Radweg in den Ortsteil Unterschmeien. Über Unterschmeien ist Sigmaringen mit der Nachbargemeinde Stetten am kalten Markt verbunden.
Sigmaringen ist Mitglied der Arbeitsgemeinschaft Fahrrad- und Fußverkehrsfreundlicher Kommunen in Baden-Württemberg.

#### Straße
Bei Sigmaringen kreuzen sich die Bundesstraße 32 von Hechingen ins Allgäu und die Bundesstraße 313 von Reutlingen zum Bodensee. Nördlich der Kernstadt zweigt die Bundesstraße 463 nach Balingen ab.

### Tourismus
Ein wichtiger Wirtschaftszweig der Stadt ist der Tourismus. Im Jahr 2009 wurden 481.000 Tagesgäste erfasst. Die Übernachtungszahlen der Stadt inklusive Ortsteile stiegen von 73.810 im Jahr 2009 (2008: 60.674) auf 75.300 im Jahr 2010. Rund 10 Prozent der Gäste sind Ausländer. Die Stadt Sigmaringen ist Mitglied in der Oberschwaben Tourismus GmbH, der Stadtteil Jungnau ist Teil der Ferienregion „Im Tal der Lauchert“ und der Stadtteil Gutenstein wird teilweise durch den Donaubergland-Tourismusverband beworben. Zahlenmäßig der bedeutendste Faktor ist der Tagestourismus des Schlosses Sigmaringen.
Sigmaringen liegt auf der Westroute der oberschwäbischen Barockstrasse zwischen Bingen und Meßkirch, der Hohenzollernstraße, sowie an der Fantastischen Straße des Tourismusnetzwerkes Baden-Württemberg, die von Weinheim an der Bergstraße über Heidelberg, Baden-Baden, Stuttgart, Calw, Hechingen, Sigmaringen, Meßkirch bis nach Konstanz führt.

### Hotelgewerbe und Gastronomie
Sigmaringen hat in der Kernstadt drei Hotels, außerdem Gästehäuser bzw. Pensionen, einen Campingplatz und eine Jugendherberge. Es gibt Gastronomie mit deutscher und internationaler Küche, zwei Franchise-Schnellrestaurants, eine Museums-Bierbrauerei im ehemaligen Marstallgebäude und zwei traditionelle Konditoreien.

### Freizeit- und Sportanlagen
- Sigmaringen hat ein barrierefreies, 2020 renoviertes Freibad.
- Eine frei zugängliche Kneipp-Anlage am nördlichen Donauufer wird vom Stadtbauamt und dem Kneipp-Verein unterhalten, sie verfügt über ein Armbade- und ein Wassertretbecken. Die Anlage ist mit über 50 verschiedenen Heil- und Duftpflanzen bepflanzt und bietet Sitzgelegenheiten.[97]
- Zwei Fitnesscenter sind in Sigmaringen und eines in Laiz ansässig.
- Nahe der Stadthalle befindet sich der Hochseil-Klettergarten Erlebnis-Camp.
- Mehrere Anbieter vermieten Kanus und Kajaks für Fahrten auf der Donau bzw. organisieren Bootstouren, die Verfügbarkeit ist abhängig vom Wasserstand.
- Außerdem befinden sich in Sigmaringen die Kreissporthalle mit dem Sandbühlstadion, das Gorheimer Stadion und mehrere Fußballplätze in den einzelnen Teilorten
- Nördlich der Stadt gibt es einen Trimm-Dich-Pfad.
- An der Donau gibt es einen Skateplatz und einen großen Kinderspielplatz.
- Es gibt sieben ausgeschilderte Radtouren durch die nähere Umgebung und einen, Flow-Park genannten Mountainbikekurs im Antoniustal.[98]
- Fünf sogenannte Premiumwanderwege sind unter dem Label DonauFelsenLäufe als Rundwanderwege verfügbar. Diese werden vom Schwäbischen Albverein betreut.
- Die Stadt ist Zwischenziel der Via Beuronensis, einem Abschnitt des Jakobswegs nach Spanien.
- Im Gewerbegebiet Wachtelhau gibt es eine öffentliche Sauna.

### Einzelhandel
Die historische Innenstadt wurde durch die Verlagerung von Firmen, Schaffung neuer Gewerbegebiete, eine falsche städtebauliche Entwicklung und den Abbau von Parkplätzen seit den 1980er-Jahren deutlich geschwächt. Heute macht der mittelständische und innerstädtische Einzelhandel nur noch einen Bruchteil seines ursprünglichen Anteils aus. So sieht der IHK-Innenstadtberater Josef Röll das Gewerbegebiet „In der Au“ als Bausünde und folgert: „… wer sich den Kühlschrank vollmachen möchte oder etwas Günstiges zum Anziehen sucht, der braucht gar nicht mehr hineinfahren in die Altstadt, über der das beeindruckende Hohenzollernschloss thront.“ Eine durch den ehemaligen Bürgermeister Thomas Schärer geplante Erweiterung dieses Gewerbegebietes bzw. der Bau eines neuen Fachmarktzentrums konnte auch durch eine Unterschriftenliste des Sigmaringer Handels- und Gewerbevereins, der Initiative Sympathisches Sigmaringen und durch die Ablehnung der Gemeinderatsfraktion Bündnis 90/Die Grünen abgewehrt werden. Erst in jüngster Zeit bemüht sich Bürgermeister Marcus Ehm mit der Wiederschaffung von Parkplätzen und der Planung neuer Areale der Altstadtsanierung diesem Trend entgegenzuwirken.
Folgende Branchen sind gemessen an der Einwohnerzahl stark vertreten: vier Mobilfunkanbieter, vier Juwelier- und Uhrenfachgeschäfte, zwei Reisebüros, zwei Buchhandlungen, über zehn Friseursalons, acht Schuhfachgeschäfte. Außerdem gibt es überproportional viele Bekleidungshäuser bzw. Modeboutiquen mit über fünfzehn Geschäften, teilweise mit langer Tradition.

### Presse
Sigmaringen ist Sitz einer Lokalredaktion der Schwäbischen Zeitung. Nach Gebiets-Absprachen durch stetig sinkende Abozahlen mit dem durch gemeinsame Anteilseigner (Fürst zu Waldburg-Zeil) verbundenen Südkurier (Redaktion Pfullendorf) gab dieser nicht nur seine Berichterstattung über Sigmaringen auf, sondern ist auch in Sigmaringen nicht mehr erhältlich. Das Gleiche gilt für die Regionalausgabe Sigmaringen in der Region Pfullendorf. Im 2008 erschienenen Buch Wir können alles. Filz, Korruption & Kumpanei im Musterländle, wurde die Monopolmacht der Schwäbischen Zeitung scharf kritisiert.
Kostenlose Presseerzeugnisse sind der Südfinder aus dem Hause Schwäbisch Media, das Wochenblatt (nur noch als Online-Version) und das Albmag aus dem Blatt Verlag mit Sitz in Sigmaringen als Printausgabe.

### Bedeutende Unternehmen für Arbeitsplätze
Die Unternehmensgruppe Fürst von Hohenzollern hat ihren Hauptsitz in Sigmaringen und ist mit etwa 3000 Beschäftigten größter Arbeitgeber der Region. Die Schwörer Haus KG unterhält in Sigmaringen eine Niederlassung für den Schwörer Komplettbau, Industrie-, Gewerbe-, Stahlbau und Verwaltung. In Sigmaringen befindet sich der Hauptsitz der Hohenzollerischen Landesbank – Kreissparkasse Sigmaringen und der 1823 gegründeten Steidle GmbH & Co. KG. Einst einer der größten Arbeitgeber im Landkreis, zählt das Unternehmen derzeit noch 140 Beschäftigte. Die 1887 gegründete Laizer Firma Franz Eisele und Söhne – Pumpenfabrik und Eisengießerei beschäftigt inzwischen über 100 Mitarbeiter.

### Öffentliche Einrichtungen
Sigmaringen beherbergt eines von vier Verwaltungsgerichten in Baden-Württemberg, ein Amtsgericht, das zum Landgerichtsbezirk Hechingen gehört, eines von sechs Staatsarchiven in Baden-Württemberg, ein Finanzamt, eins Bildungs- und Wissenschaftszentrum der Bundesfinanzverwaltung (Zollschule) und ein Chemisches und Veterinäruntersuchungsamt (CVUA, früher Chemische Landesuntersuchungsanstalt).
Die Stadt ist Sitz des Dekanats Sigmaringen-Meßkirch des Erzbistums Freiburg.

### Ehemalige Kasernengelände der Stauffenberg- und der Nonnenhof-Kaserne und Munitionslager Jungnau
Sigmaringen war Divisionsstadt mit dem Stab der 10. Panzerdivision, dem Führungsunterstützungsbataillon 291 und einer Ausbildungsbatterie des Artilleriebataillons 295. Die Gründung des Standorts erfolgte im Jahr 1959. Im Stationierungskonzept 2011 wurde jedoch die Auflösung des Bundeswehrstandortes Sigmaringen beschlossen, die inzwischen vollzogen ist. An den Namensgeber der Kaserne Claus Schenk Graf von Stauffenberg erinnert ein Gedenkstein in einer Grünanlage des ehemaligen Kasernengeländes, das zurzeit teilweise als Innovationscampus Sigmaringen und zur Ansiedelung von Firmen genutzt wird, andererseits als Landeserstaufnahme des Landes Baden-Württemberg für Flüchtlinge und Asylanten. Diese Nutzung sorgte in der Bevölkerung zeitweise für Unbehagen, da es dort und in der Stadt Vandalismus, Körperverletzungen, Drogendelikte und Diebstähle gab. Inzwischen gibt es auf dem Gelände eine eigene Polizeistation.
Auf Sigmaringer Gemarkung befindet sich die ehemalige Nonnenhof-Kaserne, im Sigmaringer Stadtteil Laiz, Gewann „Nonnenhof“, sowie die Graf-Stauffenberg-Kaserne der Bundeswehr, im Sigmaringer Gewann „Ziegelholz“:
Im Wald zwischen Jungnau und Bingen unterhielt die Bundeswehr etwa 30 Jahre lang ein militärisches Sperrgebiet. Anfang der 1970er-Jahre hat sich der Bund dieses Gelände gegen den Willen der damals selbständigen Gemeinde Jungnau durch Enteignung geholt. 30 Jahre später wollte der Bund es an die Stadt Sigmaringen zurückgeben. Diese verzichtete, da die Befürchtung einer Schadstoffbelastung im Raum stand. Das 18 Hektar große Gelände mit 24 Bunkern, in denen die Bundeswehr bis zum Jahr 2000 Munition aufbewahrt hatte, wurde 2001 an einen Privatunternehmer verkauft. Der Verdacht auf Schadstoffbelastung wurde durch Gutachten ausgeräumt, heute wird das Areal gewerblich genutzt.

### Gesundheitsversorgung

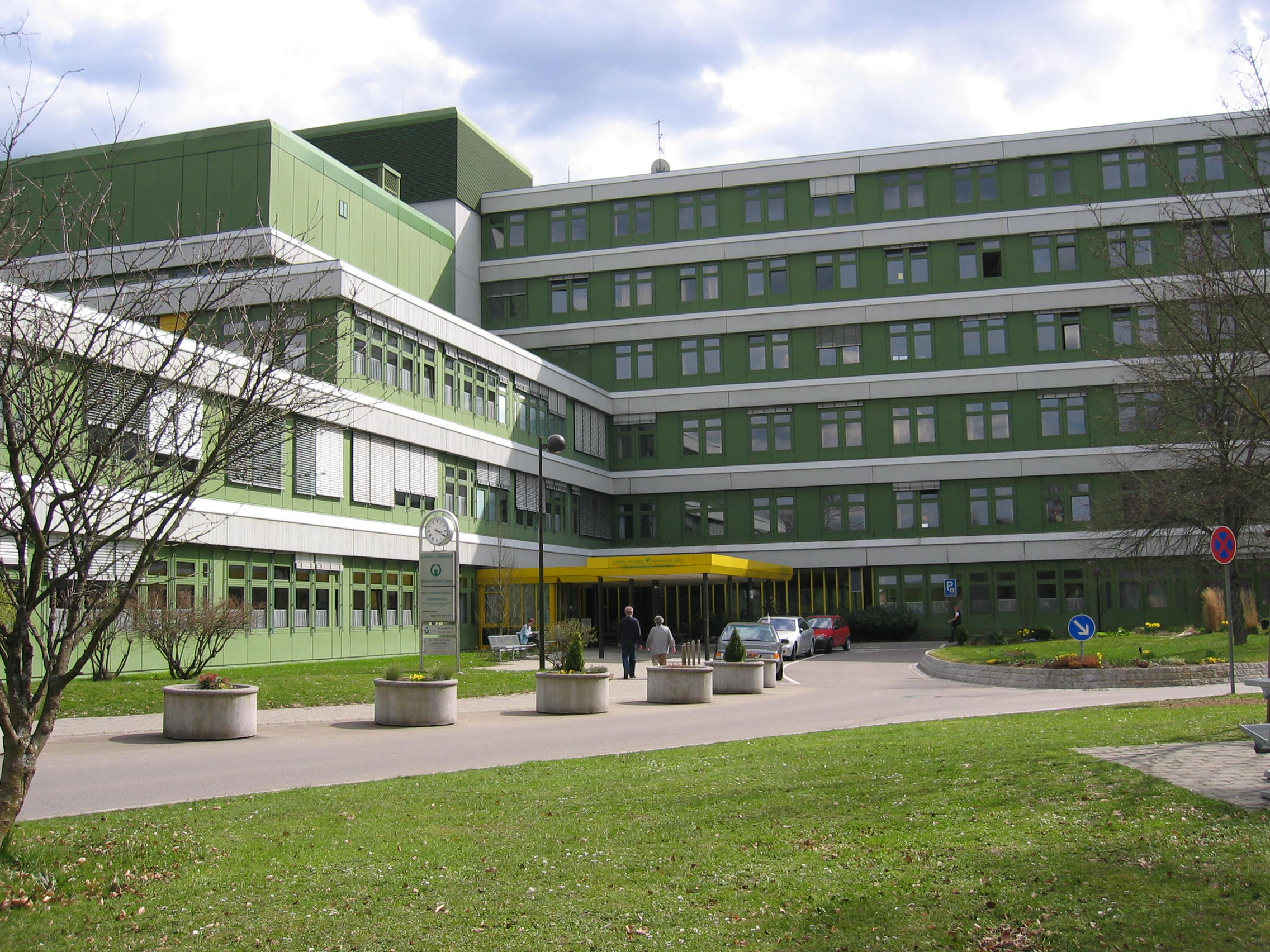
Kreiskrankenhaus Sigmaringen

Sigmaringen ist der Sitz der Kliniken Landkreis Sigmaringen GmbH, deren Gesellschafter der Landkreis Sigmaringen und der Spitalfonds Pfullendorf sind. Die GmbH ist Träger des Kreiskrankenhauses Sigmaringen, des Krankenhauses Pfullendorf und des Kreiskrankenhauses Bad Saulgau sowie des Psychiatrischen Pflegeheims Anna-Haus in Sigmaringen. Allerdings stimmte der Kreistag im März 2022 für die Schließung der Krankenhäuser in Bad Saulgau und Pfullendorf. Außerdem gibt es in Sigmaringen mehrere Privatkliniken und eine Vielzahl an Arztpraxen. In der Kernstadt gibt es fünf Apotheken, im Teilort Laiz eine. Vier Optiker, ein Hörgeräteakustiker und drei Gesundheitshäuser sind in der Kernstadt ansässig.

### Bildungsinstitutionen

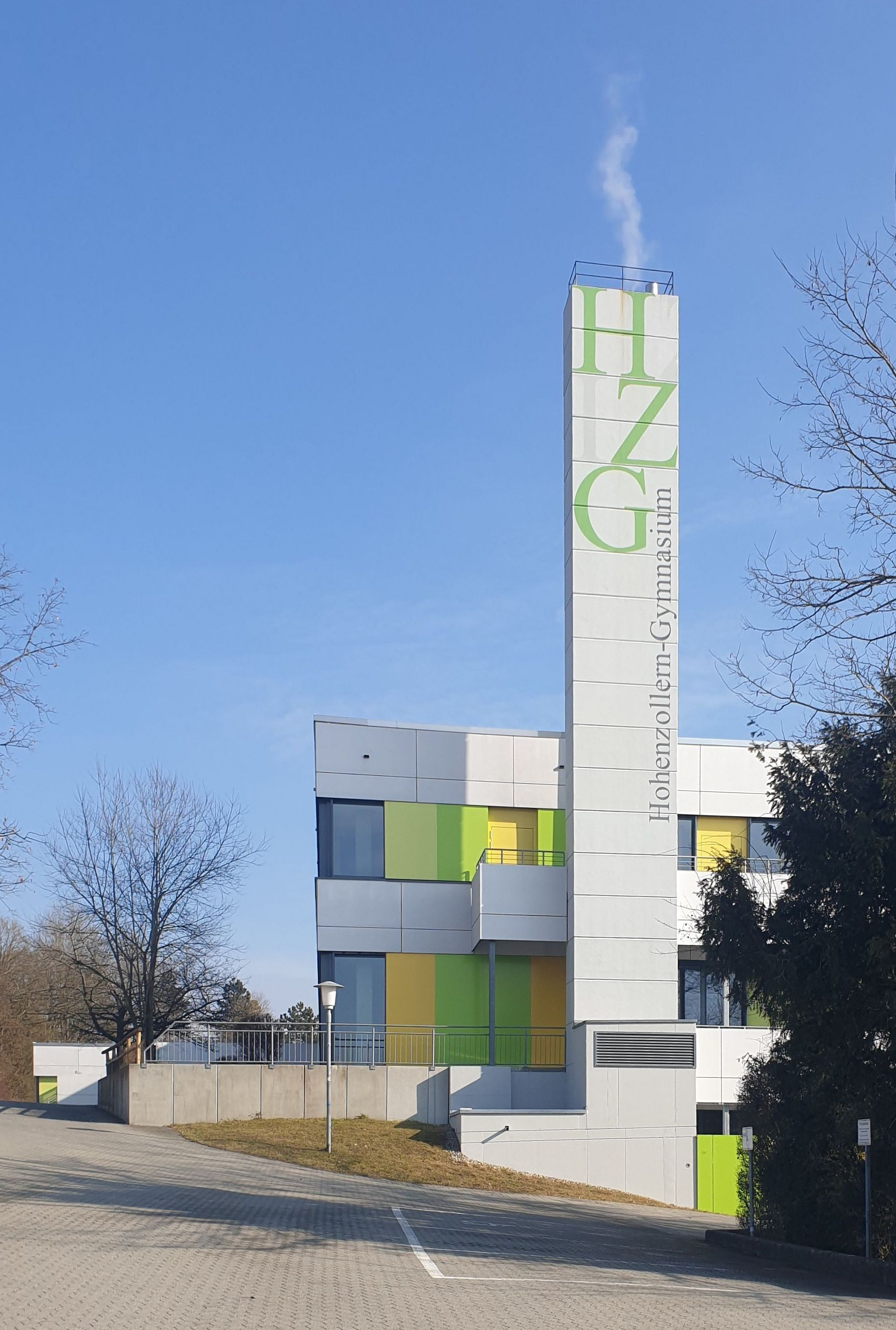
Hohenzollern-Gymnasium (2025)

Sigmaringen bietet als Schulstadt vielfältige Ausbildungsmöglichkeiten:
Hochschule, Fachhochschule und Erwachsenenbildung
- Hochschule Albstadt-Sigmaringen für Ingenieur- und Wirtschaftswissenschaften. Seit dem 1. Januar 2022 führt Sigmaringen daher die offizielle Zusatzbezeichnung „Hochschulstadt“.[109]
- Die Modefachschule Sigmaringen ist ein dreijähriges Berufskolleg, in dem die Ausbildung zum Modedesigner absolviert werden kann.
- Bildungs- und Wissenschaftszentrum der Bundesfinanzverwaltung, Dienstsitz Sigmaringen, als zentraler Ausbildungsort für Vollzugsbeamte der Bundeszollverwaltung.
- Gewerbeakademie der Handwerkskammer Reutlingen

Berufsausbildung:
- Bertha-Benz-Schule Sigmaringen, Gewerbliche, Ernährungs- und Sozialwissenschaftliche Schule: Ernährungswissenschaftliches Gymnasium, Sozialwissenschaftliches Gymnasium, Technisches Gymnasium (IT/T/MT), Fachschule für Sozialpädagogik, Berufskolleg (Holz/Metall/Elektro/etc.), Berufsschule, Berufseinstiegsjahr, Berufsvorbereitungsjahr, Berufskolleg für Ernährung und Hauswirtschaft, zweijährige Hauswirtschaftlich-sozialpädagogische Berufsfachschule, zweijährige Berufsfachschule für Gesundheit und Pflege, Hauswirtschaftliche Berufsfachschule, Landwirtschaftliche Berufsschule
- Ludwig-Erhard-Schule Kaufmännische Schule: Wirtschaftsgymnasium, Kaufmännisches Berufskolleg I und II mit Übungsfirma, Wirtschaftsschule, Kaufmännische Berufsschule
- Albert-Reis-Fachschule für Technik, Landwirtschaftliche Unternehmerschule
- Ausbildungszentrum Bau: eine von vier überbetrieblichen Ausbildungsstätten der Gemeinnützigen Berufsförderungsgesellschaft der Baden-Württembergischen Bauwirtschaft

Allgemeinbildende Schulen:
- Hohenzollern-Gymnasium (HZG), gegründet 1818, Humanistisches Gymnasium mit naturwissenschaftlichem und musischem Zug
- Liebfrauenschule Sigmaringen (Lyzeum, genannt „Lize“) Katholische Freie Schule, Gymnasium und Realschule
- Theodor-Heuss-Realschule (genannt „Theo“)
- Abendrealschule
- Bilharzschule, Grund- und Hauptschule mit Werkrealschule
- Grundschule Laiz
- Geschwister-Scholl-Schule (Grundschule)
- Luise-Leininger-Schule (Sonderpädagogisches Bildungs- und Beratungszentrum mit Förderschwerpunkt Lernen)
- Sebastian-Ott-Schule (Sonderpädagogisches Bildungs- und Beratungszentrum mit Förderschwerpunkt emotionale und soziale Entwicklung)
- Fidelis-Schule (Sonderpädagogisches Bildungs- und Beratungszentrum mit Förderschwerpunkt geistige Entwicklung)
- Lassbergschule SBBZ (Sonderpädagogisches Bildungs- und Beratungszentrum mit Förderschwerpunkt Sprache)

### Rundfunksender
Im Stadtgebiet von Sigmaringen gibt es zwei Standorte von Rundfunksendern: der Sender Sigmaringen (In der Talwiese), welcher das Programm SWR 4 Baden-Württemberg ausstrahlt, sowie der Sender Sigmaringen (Franziskanerweg), von dem das Programm Das Neue Radio Seefunk ausgestrahlt wird.

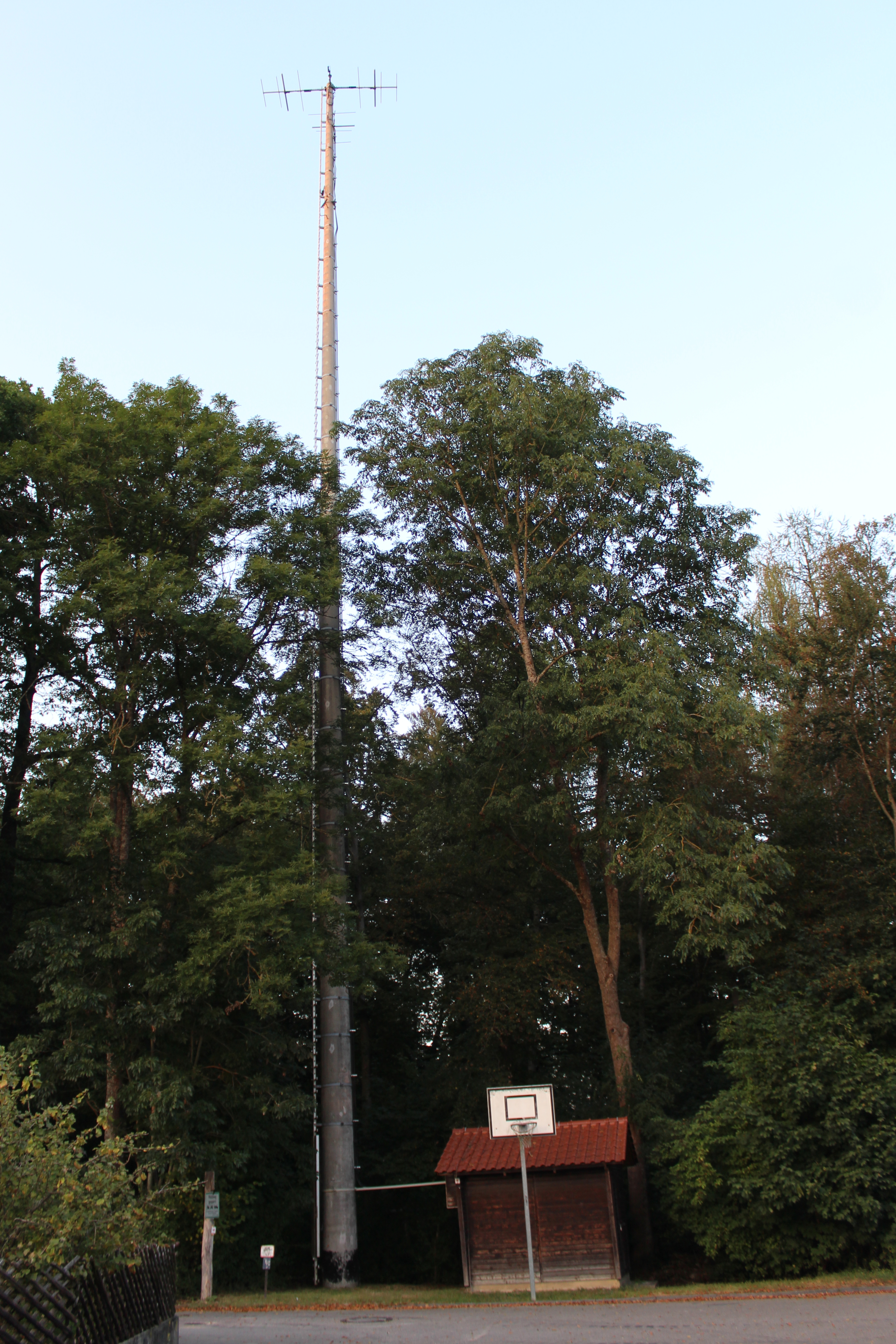
Sender Sigmaringen (Franziskanerweg) zur Verbreitung des Programms „Das Neue Radio Seefunk“
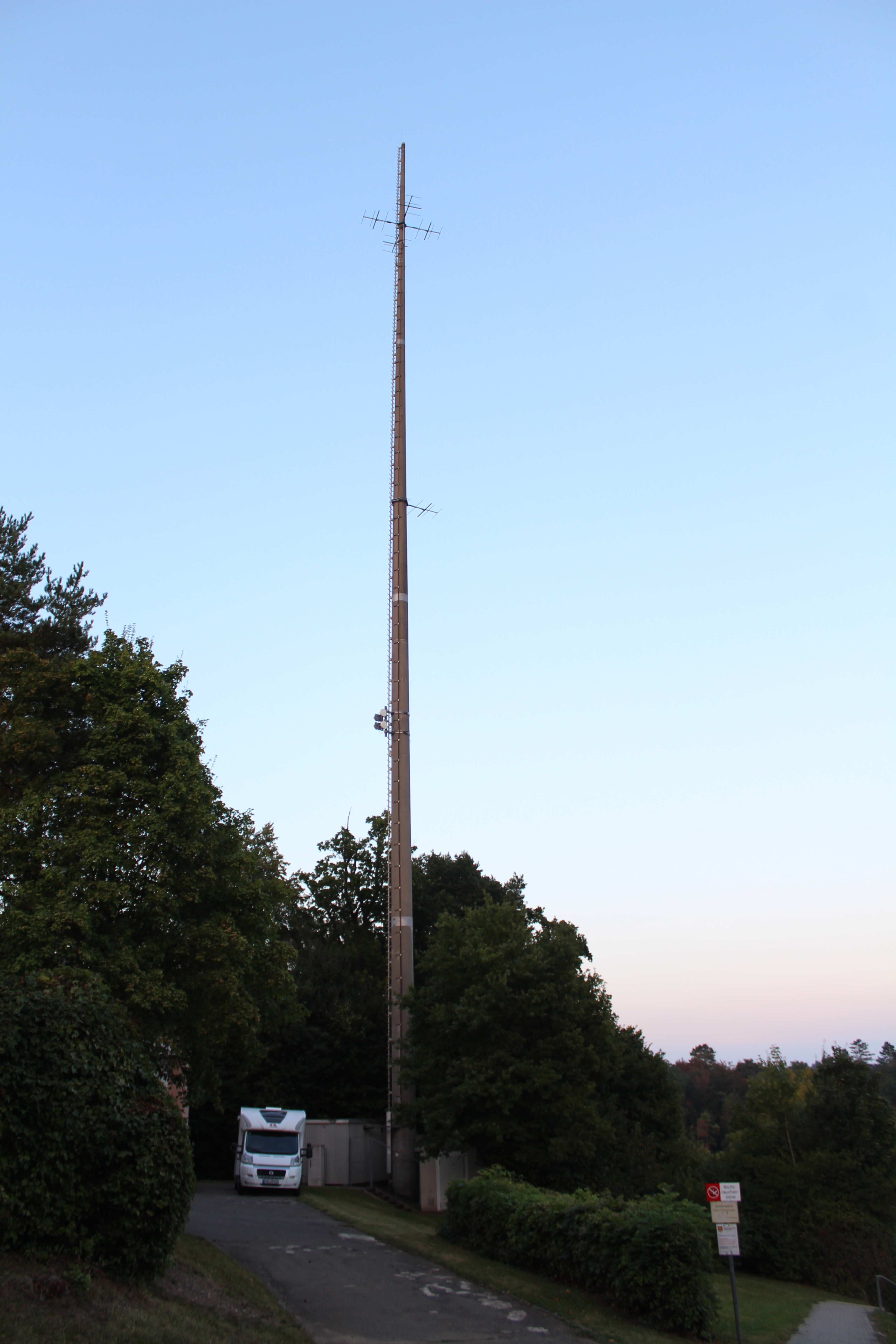
Sender Sigmaringen (In der Talwiese) zur Verbreitung des Programms „SWR 4 Baden-Württemberg“

Von 1946 bis 1964 betrieb der Südwestfunk auf dem Gelände der Graf-Stauffenberg-Kaserne den Mittelwellensender Sigmaringen. Mit der Inbetriebnahme des Bodenseesenders bei Meßkirch wurde der Sigmaringer Sender stillgelegt.

## Persönlichkeiten
Als Heimat mehrerer Persönlichkeiten der Geschichte spielt Sigmaringen eine besondere Rolle, so stellt die Stadt mit Fidelis von Sigmaringen einen Heiligen, mit Karl Anton von Hohenzollern-Sigmaringen einen preußischen Ministerpräsidenten, mit Carol I. und Ferdinand I. zwei Könige von Rumänien, mit Karl Lehmann einen Vorsitzenden der deutschen Bischofskonferenz und mit Lothar Späth und Winfried Kretschmann zwei Ministerpräsidenten des Landes Baden-Württemberg. Auch der Mediziner und Erforscher von Wurmkrankheiten Theodor Bilharz, der Namensgeber für die Bilharziose wurde, sowie der Bierbrauer Frederick Miller, der die zeitweise zweitgrößte Bierbrauerei der Welt gründete, stammen aus Sigmaringen. Auch der Rennfahrer Pascal Wehrlein aus dem Automobilsport stammt aus Sigmaringen.
In der Liste von Persönlichkeiten der Stadt Sigmaringen sind bekannte Söhne und Töchter sowie weitere mit der Stadt verbundene Personen aufgeführt. Außerdem sind dort die von der Stadt zu Ehrenbürgern ernannten Personen zu finden.

## Sigmaringen in der Literatur
Sigmaringen steht in Verbindung mit der Biographie vieler bekannter Franzosen, einerseits wegen der Heiratspolitik der Hohenzollern, andererseits durch die Zeit des mit den Nationalsozialisten kollaborierenden Vichy-Regimes und die Zugehörigkeit zur französischen Zone in der Nachkriegszeit. Es wurden mehrere Bücher, in denen Sigmaringen thematisiert wird, in französischer Sprache geschrieben. Themen sind das Haus Hohenzollern-Sigmaringen, seine Mitglieder und seine Geschichte, die Ära der marionettenhaften Vichy-Regierung im Zweiten Weltkrieg und die Donau als verbindender Strom Europas.